# 해달
해달(海獺, 학명: Enhydra lutris 엔히드라 루트리스[*])은 북태평양 북안과 동안에 서식하는 해양 포유류다.
다 자란 해달의 몸무게는 14-45Kg이며, 이는 족제빗과의 종 가운데서 아주 무거운 편이지만, 해양 포유류로서는 너무나도 가볍다. 다른 해양 포유류와는 달리 해달의 보온장치는 지방질이 아니라 매우 두꺼운 털가죽이다. 땅에서 걸을 수 있지만 땅을 한 번도 밟지 않고 일생을 보내는 것이 가능하다.
해달은 해안지역에 서식하며 먹이를 위해서는 해면으로 잠수한다. 주식은 성게, 연체동물, 갑각류, 물고기 등이다. 이들의 식성과 먹는 방식은 여러 방면에서 특이하다. 우선 도구를 사용하는 몇 안 되는 동물이라는 점인데 바위를 이용해 조개 등을 깨는 습성에서 볼 수 있다. 서식지에서 해달은 성게 수를 조절하는 데에 중요한 역할을 하며, 이들의 숫자가 줄면 다시마숲이 성게에 의해 초토화될 수도 있다. 해달의 식단 중 인간이 섭취하는 종도 있으므로 어부와의 충돌이 일어나기도 한다.
해달의 개체 수는 털을 위한 남획 전 15만 마리에서 30만 마리였지만 1741년과 1911년 사이에 이루어진 사냥 때문에 개체 수가 1,000 ~ 2,000마리로 줄었으며 분포지역 또한 줄어들게 되었다. 국제적으로 사냥을 금지하고 재도입 계획으로 개체 수는 늘어나 이제는 한때 차지하던 서식지의 66%를 차지하고 있다. 해달의 회복은 종의 회복에 관한 예를 들 때 캘리포니아의 귀신고래와 함께 성공 사례로 거론된다. 하지만 알류샨 열도와 캘리포니아의 해달 개체군은 감소하는 등 아직도 위험에 놓여 있다. 이러한 이유로 해달은 여전히 멸종 위기종으로 분류되고 있다.

## 생물 분류

캘리포니아 모로베이의 해달 가족. 매우 드물게도 새끼가 쌍둥이이다.

해달의 쌍둥이는 매우 드물게 태어나며, 태어나도 어미가 두 마리를 모두 키울 여력이 없어 대개 한 마리를 버리게 된다. 해달을 다룬 최초의 과학적 서술은 게오르크 빌헬름 스텔러가 1751년에 쓴 야장(野帳; feildnote)에서 발견할 수 있다. 이후 1758년에는 칼 폰 린네의 《자연의 체계》에서 해달을 다룬 것을 찾을 수 있다. 이때 최초 학명은 Lutra marina였고, 수많은 변경을 거쳐 1922년에 Enhydra lutris로 학명이 확정되었다. 속명 Enhydra의 어원은 고대 그리스어 en/εν과 hydra/ύδρα로, "물속"이라는 뜻이다. 종명은 라틴어 lutris로, "수달"이라는 뜻이다. 옛날에는 "바다비버"라고 불린 적도 있었으나 사실 비버와는 근연관계가 멀다. 한편 서남안에 서식하는 바다수달(Lontra felina)이라는 진귀한 수달종이 따로 있는데, 해달과 구분할 필요가 있다. 수달류의 동물은 대부분 민물에 서식하지만 해달과 바다수달은 특이하게 해양 연안에 서식한다. 현재는 멸종한 바다밍크(Neovison macrodon)가 족제비과로서 역시 해양 환경에 적응한 종으로, 북아메리카 북동부에 서식했다.

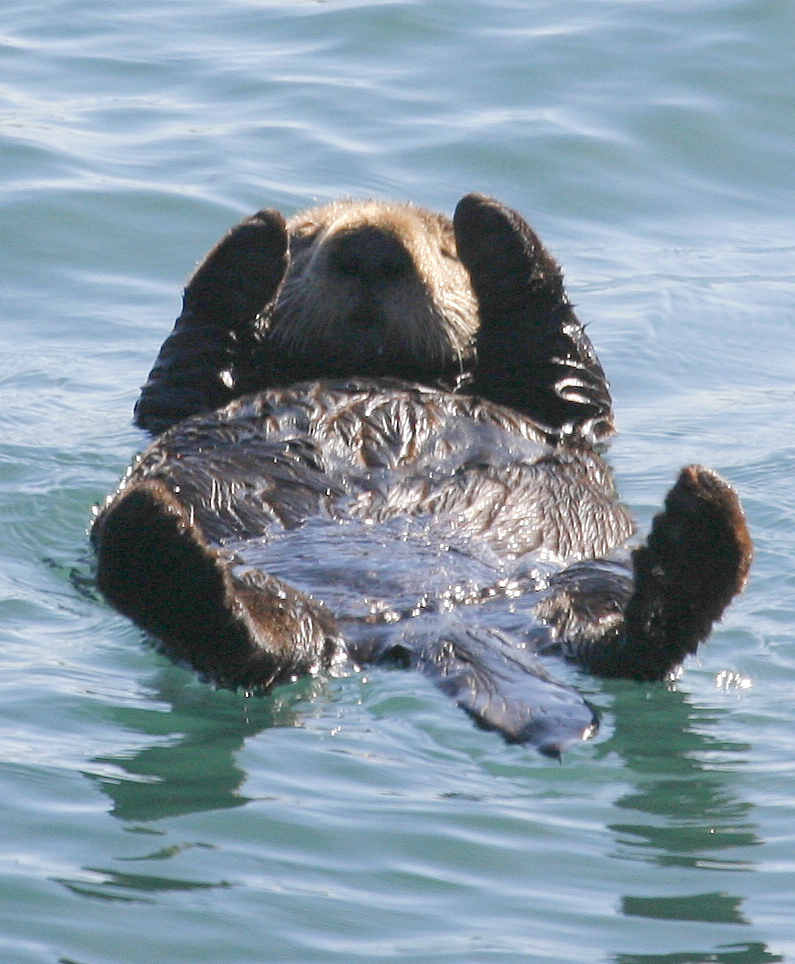
캘리포니아 모로베이에서 떠다니고 있는 해달

### 진화
해달은 족제비과 동물 중 아주 무거운 축이다(신장은 큰수달이 더 길지만 훨씬 몸매가 날씬하다). 족제비과에는 13종의 수달류 동물과 족제비류, 오소리류, 밍크류 등의 육상 동물들이 포함되어 있다. 족제비과 동물이면서 은신처나 소굴을 파지 않고, 제 기능을 하는 항문선이 없다는 점에서 해달은 특이하다. 또한 해달은 물 밖으로 나가지 않고도 평생을 살 수 있다. 해달속(Enhydra)의 유일한 종으로서, 해달은 다른 족제비과 동물과는 상당한 차이가 있어 1982년까지만 해도 과학자들이 해달이 바다표범과 가까운 근연이라고 생각했을 정도였다. 유전적 분석 결과 해달 및 그 가장 가까운 현생 근연종인 얼룩목수달, 유럽수달, 민발톱수달, 작은발톱수달이 약 5백만 년 전의 공조상을 가지고 있음이 밝혀졌다.
화석 증거에 따르면 해달속 계통은 북태평양에서 약 2백만 년 전에 분리되었으며, 현재는 멸종한 Enhydra macrodonta 종과 현대 해달인 Enhydra lutris 종이 발생하였다. 해달은 홋카이도 북부와 러시아에서 최초로 진화하여 알류샨 열도, 알래스카 본토를 걸쳐 동쪽으로 퍼져나갔고, 그 뒤 남쪽으로 방향을 틀어 북아메리카 해안으로 퍼져나갔다. 물속으로 들어간 것이 대략 5천만 년, 4천만 년, 2천만 년 전인 고래류, 해우류, 기각류와 비교하면 해달은 해양성 포유류계의 상대적 신참자라고 할 수 있다. 하지만 새끼를 치기 위해서 지면이나 빙상 위로 올라가야 하는 기각류와 비교하면 해달이 해양 생활에 더욱 적응한 종이라 할 수 있다.

### 아종
현재까지 3개의 아종이 발견되었다. 신체 크기 및 두개골과 치아 구조에서 차이점이 있는데, 다음과 같다.
| 아종 학명               | 삼명병 명명자  | 향명                                       | 설명                                            | 분포 | 학명이명 |
| ----------------------- | -------------- | ------------------------------------------ | ----------------------------------------------- | --- | --- |
| E. l. lutris (승명아종) | Linnaeus, 1758 | 그냥 해달 아시아해달 코만도르해달 쿠릴해달 | 가장 몸집이 큰 아종. 두개골이 넓고 코뼈가 짧다. | 쿠릴 열도에서 코만도르스키예 제도까지 서태평양 일대 | - gracilis (Bechstein, 1800) - kamtschatica (Dybowski, 1922) - marina (Erxleben, 1777) - orientalis (Oken, 1816) - stelleri (Lesson, 1827) |
| E. l. nereis            | Merriam, 1904  | 남방해달 캘리포니아해달                    | 두개골이 보다 좁고 주둥이가 길며 이빨이 작다.   | 캘리포니아 중부 해안. | |
| E. l. kenyoni           | Wilson, 1991   | 북방해달                                   |                                                 | 알래스카와 알류샨 열도에서 캐나다 브리티시컬럼비아주, 미국 워싱턴주와 오리건주 북단에 이르는 태평양 연안. 캐나다에서는 남획으로 인해 거의 멸종당했다가 밴쿠버섬과 올림픽반도에 재도입되었다. | |

오리건주 서안에 해달을 재도입하려는 시도는 성공적이지 못했다. 하지만 1969년에서 1970년에 걸쳐 워싱턴주 서안에 해달을 재도입한 것은 매우 성공적이었으며 그 후 해달의 서식지가 넓어지고 있다. 이제는 후안데푸카 해협까지 그 서식지가 확장되었으며, 필라포인트에서도 해달을 볼 수 있을 정도로 서식지가 동쪽으로 확장되었다. 때때로 샌환 제도와 퓨젓사운드만 북안에서 발견되는 개체도 있다.

## 계통 분류
다음은 2018년 로(Law) 등의 연구에 기초한 수달아과의 계통 분류이다.

|  | 수마트라수달 |
|  |              |
|  | 수달         |
|  |              |

| 민발톱수달속   | 아프리카민발톱수달                                                                                        |
|                | 아프리카민발톱수달                                                                                        |
|                | \| 비단수달속 \| 비단수달 \| \| \| 비단수달 \| \| 작은발톱수달속 \| 작은발톱수달 \| \| \| 작은발톱수달 \| |
|                | |
| 비단수달속     | 비단수달                                                                                                  |
|                | 비단수달                                                                                                  |
| 작은발톱수달속 | 작은발톱수달                                                                                              |
|                | 작은발톱수달                                                                                              |

| 비단수달속     | 비단수달     |
|                | 비단수달     |
| 작은발톱수달속 | 작은발톱수달 |
|                | 작은발톱수달 |

|  | 수마트라수달 |
|  |              |
|  | 수달         |
|  |              |

| 민발톱수달속   | 아프리카민발톱수달                                                                                        |
|                | 아프리카민발톱수달                                                                                        |
|                | \| 비단수달속 \| 비단수달 \| \| \| 비단수달 \| \| 작은발톱수달속 \| 작은발톱수달 \| \| \| 작은발톱수달 \| |
|                | |
| 비단수달속     | 비단수달                                                                                                  |
|                | 비단수달                                                                                                  |
| 작은발톱수달속 | 작은발톱수달                                                                                              |
|                | 작은발톱수달                                                                                              |

| 비단수달속     | 비단수달     |
|                | 비단수달     |
| 작은발톱수달속 | 작은발톱수달 |
|                | 작은발톱수달 |

|  | 수마트라수달 |
|  |              |
|  | 수달         |
|  |              |

| 민발톱수달속   | 아프리카민발톱수달                                                                                        |
|                | 아프리카민발톱수달                                                                                        |
|                | \| 비단수달속 \| 비단수달 \| \| \| 비단수달 \| \| 작은발톱수달속 \| 작은발톱수달 \| \| \| 작은발톱수달 \| |
|                | |
| 비단수달속     | 비단수달                                                                                                  |
|                | 비단수달                                                                                                  |
| 작은발톱수달속 | 작은발톱수달                                                                                              |
|                | 작은발톱수달                                                                                              |

| 비단수달속     | 비단수달     |
|                | 비단수달     |
| 작은발톱수달속 | 작은발톱수달 |
|                | 작은발톱수달 |

|  | 수마트라수달 |
|  |              |
|  | 수달         |
|  |              |

| 민발톱수달속   | 아프리카민발톱수달                                                                                        |
|                | 아프리카민발톱수달                                                                                        |
|                | \| 비단수달속 \| 비단수달 \| \| \| 비단수달 \| \| 작은발톱수달속 \| 작은발톱수달 \| \| \| 작은발톱수달 \| |
|                | |
| 비단수달속     | 비단수달                                                                                                  |
|                | 비단수달                                                                                                  |
| 작은발톱수달속 | 작은발톱수달                                                                                              |
|                | 작은발톱수달                                                                                              |

| 비단수달속     | 비단수달     |
|                | 비단수달     |
| 작은발톱수달속 | 작은발톱수달 |
|                | 작은발톱수달 |

|  | 수마트라수달 |
|  |              |
|  | 수달         |
|  |              |

| 민발톱수달속   | 아프리카민발톱수달                                                                                        |
|                | 아프리카민발톱수달                                                                                        |
|                | \| 비단수달속 \| 비단수달 \| \| \| 비단수달 \| \| 작은발톱수달속 \| 작은발톱수달 \| \| \| 작은발톱수달 \| |
|                | |
| 비단수달속     | 비단수달                                                                                                  |
|                | 비단수달                                                                                                  |
| 작은발톱수달속 | 작은발톱수달                                                                                              |
|                | 작은발톱수달                                                                                              |

| 비단수달속     | 비단수달     |
|                | 비단수달     |
| 작은발톱수달속 | 작은발톱수달 |
|                | 작은발톱수달 |

|  | 수마트라수달 |
|  |              |
|  | 수달         |
|  |              |

| 민발톱수달속   | 아프리카민발톱수달                                                                                        |
|                | 아프리카민발톱수달                                                                                        |
|                | \| 비단수달속 \| 비단수달 \| \| \| 비단수달 \| \| 작은발톱수달속 \| 작은발톱수달 \| \| \| 작은발톱수달 \| |
|                | |
| 비단수달속     | 비단수달                                                                                                  |
|                | 비단수달                                                                                                  |
| 작은발톱수달속 | 작은발톱수달                                                                                              |
|                | 작은발톱수달                                                                                              |

| 비단수달속     | 비단수달     |
|                | 비단수달     |
| 작은발톱수달속 | 작은발톱수달 |
|                | 작은발톱수달 |

|  | 수마트라수달 |
|  |              |
|  | 수달         |
|  |              |

| 민발톱수달속   | 아프리카민발톱수달                                                                                        |
|                | 아프리카민발톱수달                                                                                        |
|                | \| 비단수달속 \| 비단수달 \| \| \| 비단수달 \| \| 작은발톱수달속 \| 작은발톱수달 \| \| \| 작은발톱수달 \| |
|                | |
| 비단수달속     | 비단수달                                                                                                  |
|                | 비단수달                                                                                                  |
| 작은발톱수달속 | 작은발톱수달                                                                                              |
|                | 작은발톱수달                                                                                              |

| 비단수달속     | 비단수달     |
|                | 비단수달     |
| 작은발톱수달속 | 작은발톱수달 |
|                | 작은발톱수달 |

|  | 수마트라수달 |
|  |              |
|  | 수달         |
|  |              |

| 민발톱수달속   | 아프리카민발톱수달                                                                                        |
|                | 아프리카민발톱수달                                                                                        |
|                | \| 비단수달속 \| 비단수달 \| \| \| 비단수달 \| \| 작은발톱수달속 \| 작은발톱수달 \| \| \| 작은발톱수달 \| |
|                | |
| 비단수달속     | 비단수달                                                                                                  |
|                | 비단수달                                                                                                  |
| 작은발톱수달속 | 작은발톱수달                                                                                              |
|                | 작은발톱수달                                                                                              |

| 비단수달속     | 비단수달     |
|                | 비단수달     |
| 작은발톱수달속 | 작은발톱수달 |
|                | 작은발톱수달 |

|  | 긴꼬리수달                                                  |
|  |                                                             |
|  | \| \| 남아메리카수달 \| \| \| \| \| \| 바다수달 \| \| \| \| |
|  |                                                             |
|  | 남아메리카수달                                              |
|  |                                                             |
|  | 바다수달                                                    |
|  |                                                             |

|  | 남아메리카수달 |
|  |                |
|  | 바다수달       |
|  |                |

|  | 긴꼬리수달                                                  |
|  |                                                             |
|  | \| \| 남아메리카수달 \| \| \| \| \| \| 바다수달 \| \| \| \| |
|  |                                                             |
|  | 남아메리카수달                                              |
|  |                                                             |
|  | 바다수달                                                    |
|  |                                                             |

|  | 남아메리카수달 |
|  |                |
|  | 바다수달       |
|  |                |

|  | 수마트라수달 |
|  |              |
|  | 수달         |
|  |              |

| 민발톱수달속   | 아프리카민발톱수달                                                                                        |
|                | 아프리카민발톱수달                                                                                        |
|                | \| 비단수달속 \| 비단수달 \| \| \| 비단수달 \| \| 작은발톱수달속 \| 작은발톱수달 \| \| \| 작은발톱수달 \| |
|                | |
| 비단수달속     | 비단수달                                                                                                  |
|                | 비단수달                                                                                                  |
| 작은발톱수달속 | 작은발톱수달                                                                                              |
|                | 작은발톱수달                                                                                              |

| 비단수달속     | 비단수달     |
|                | 비단수달     |
| 작은발톱수달속 | 작은발톱수달 |
|                | 작은발톱수달 |

|  | 수마트라수달 |
|  |              |
|  | 수달         |
|  |              |

| 민발톱수달속   | 아프리카민발톱수달                                                                                        |
|                | 아프리카민발톱수달                                                                                        |
|                | \| 비단수달속 \| 비단수달 \| \| \| 비단수달 \| \| 작은발톱수달속 \| 작은발톱수달 \| \| \| 작은발톱수달 \| |
|                | |
| 비단수달속     | 비단수달                                                                                                  |
|                | 비단수달                                                                                                  |
| 작은발톱수달속 | 작은발톱수달                                                                                              |
|                | 작은발톱수달                                                                                              |

| 비단수달속     | 비단수달     |
|                | 비단수달     |
| 작은발톱수달속 | 작은발톱수달 |
|                | 작은발톱수달 |

|  | 수마트라수달 |
|  |              |
|  | 수달         |
|  |              |

| 민발톱수달속   | 아프리카민발톱수달                                                                                        |
|                | 아프리카민발톱수달                                                                                        |
|                | \| 비단수달속 \| 비단수달 \| \| \| 비단수달 \| \| 작은발톱수달속 \| 작은발톱수달 \| \| \| 작은발톱수달 \| |
|                | |
| 비단수달속     | 비단수달                                                                                                  |
|                | 비단수달                                                                                                  |
| 작은발톱수달속 | 작은발톱수달                                                                                              |
|                | 작은발톱수달                                                                                              |

| 비단수달속     | 비단수달     |
|                | 비단수달     |
| 작은발톱수달속 | 작은발톱수달 |
|                | 작은발톱수달 |

|  | 수마트라수달 |
|  |              |
|  | 수달         |
|  |              |

| 민발톱수달속   | 아프리카민발톱수달                                                                                        |
|                | 아프리카민발톱수달                                                                                        |
|                | \| 비단수달속 \| 비단수달 \| \| \| 비단수달 \| \| 작은발톱수달속 \| 작은발톱수달 \| \| \| 작은발톱수달 \| |
|                | |
| 비단수달속     | 비단수달                                                                                                  |
|                | 비단수달                                                                                                  |
| 작은발톱수달속 | 작은발톱수달                                                                                              |
|                | 작은발톱수달                                                                                              |

| 비단수달속     | 비단수달     |
|                | 비단수달     |
| 작은발톱수달속 | 작은발톱수달 |
|                | 작은발톱수달 |

|  | 수마트라수달 |
|  |              |
|  | 수달         |
|  |              |

| 민발톱수달속   | 아프리카민발톱수달                                                                                        |
|                | 아프리카민발톱수달                                                                                        |
|                | \| 비단수달속 \| 비단수달 \| \| \| 비단수달 \| \| 작은발톱수달속 \| 작은발톱수달 \| \| \| 작은발톱수달 \| |
|                | |
| 비단수달속     | 비단수달                                                                                                  |
|                | 비단수달                                                                                                  |
| 작은발톱수달속 | 작은발톱수달                                                                                              |
|                | 작은발톱수달                                                                                              |

| 비단수달속     | 비단수달     |
|                | 비단수달     |
| 작은발톱수달속 | 작은발톱수달 |
|                | 작은발톱수달 |

|  | 수마트라수달 |
|  |              |
|  | 수달         |
|  |              |

| 민발톱수달속   | 아프리카민발톱수달                                                                                        |
|                | 아프리카민발톱수달                                                                                        |
|                | \| 비단수달속 \| 비단수달 \| \| \| 비단수달 \| \| 작은발톱수달속 \| 작은발톱수달 \| \| \| 작은발톱수달 \| |
|                | |
| 비단수달속     | 비단수달                                                                                                  |
|                | 비단수달                                                                                                  |
| 작은발톱수달속 | 작은발톱수달                                                                                              |
|                | 작은발톱수달                                                                                              |

| 비단수달속     | 비단수달     |
|                | 비단수달     |
| 작은발톱수달속 | 작은발톱수달 |
|                | 작은발톱수달 |

|  | 수마트라수달 |
|  |              |
|  | 수달         |
|  |              |

| 민발톱수달속   | 아프리카민발톱수달                                                                                        |
|                | 아프리카민발톱수달                                                                                        |
|                | \| 비단수달속 \| 비단수달 \| \| \| 비단수달 \| \| 작은발톱수달속 \| 작은발톱수달 \| \| \| 작은발톱수달 \| |
|                | |
| 비단수달속     | 비단수달                                                                                                  |
|                | 비단수달                                                                                                  |
| 작은발톱수달속 | 작은발톱수달                                                                                              |
|                | 작은발톱수달                                                                                              |

| 비단수달속     | 비단수달     |
|                | 비단수달     |
| 작은발톱수달속 | 작은발톱수달 |
|                | 작은발톱수달 |

|  | 수마트라수달 |
|  |              |
|  | 수달         |
|  |              |

| 민발톱수달속   | 아프리카민발톱수달                                                                                        |
|                | 아프리카민발톱수달                                                                                        |
|                | \| 비단수달속 \| 비단수달 \| \| \| 비단수달 \| \| 작은발톱수달속 \| 작은발톱수달 \| \| \| 작은발톱수달 \| |
|                | |
| 비단수달속     | 비단수달                                                                                                  |
|                | 비단수달                                                                                                  |
| 작은발톱수달속 | 작은발톱수달                                                                                              |
|                | 작은발톱수달                                                                                              |

| 비단수달속     | 비단수달     |
|                | 비단수달     |
| 작은발톱수달속 | 작은발톱수달 |
|                | 작은발톱수달 |

|  | 긴꼬리수달                                                  |
|  |                                                             |
|  | \| \| 남아메리카수달 \| \| \| \| \| \| 바다수달 \| \| \| \| |
|  |                                                             |
|  | 남아메리카수달                                              |
|  |                                                             |
|  | 바다수달                                                    |
|  |                                                             |

|  | 남아메리카수달 |
|  |                |
|  | 바다수달       |
|  |                |

|  | 긴꼬리수달                                                  |
|  |                                                             |
|  | \| \| 남아메리카수달 \| \| \| \| \| \| 바다수달 \| \| \| \| |
|  |                                                             |
|  | 남아메리카수달                                              |
|  |                                                             |
|  | 바다수달                                                    |
|  |                                                             |

|  | 남아메리카수달 |
|  |                |
|  | 바다수달       |
|  |                |

|  | 수마트라수달 |
|  |              |
|  | 수달         |
|  |              |

| 민발톱수달속   | 아프리카민발톱수달                                                                                        |
|                | 아프리카민발톱수달                                                                                        |
|                | \| 비단수달속 \| 비단수달 \| \| \| 비단수달 \| \| 작은발톱수달속 \| 작은발톱수달 \| \| \| 작은발톱수달 \| |
|                | |
| 비단수달속     | 비단수달                                                                                                  |
|                | 비단수달                                                                                                  |
| 작은발톱수달속 | 작은발톱수달                                                                                              |
|                | 작은발톱수달                                                                                              |

| 비단수달속     | 비단수달     |
|                | 비단수달     |
| 작은발톱수달속 | 작은발톱수달 |
|                | 작은발톱수달 |

|  | 수마트라수달 |
|  |              |
|  | 수달         |
|  |              |

| 민발톱수달속   | 아프리카민발톱수달                                                                                        |
|                | 아프리카민발톱수달                                                                                        |
|                | \| 비단수달속 \| 비단수달 \| \| \| 비단수달 \| \| 작은발톱수달속 \| 작은발톱수달 \| \| \| 작은발톱수달 \| |
|                | |
| 비단수달속     | 비단수달                                                                                                  |
|                | 비단수달                                                                                                  |
| 작은발톱수달속 | 작은발톱수달                                                                                              |
|                | 작은발톱수달                                                                                              |

| 비단수달속     | 비단수달     |
|                | 비단수달     |
| 작은발톱수달속 | 작은발톱수달 |
|                | 작은발톱수달 |

|  | 수마트라수달 |
|  |              |
|  | 수달         |
|  |              |

| 민발톱수달속   | 아프리카민발톱수달                                                                                        |
|                | 아프리카민발톱수달                                                                                        |
|                | \| 비단수달속 \| 비단수달 \| \| \| 비단수달 \| \| 작은발톱수달속 \| 작은발톱수달 \| \| \| 작은발톱수달 \| |
|                | |
| 비단수달속     | 비단수달                                                                                                  |
|                | 비단수달                                                                                                  |
| 작은발톱수달속 | 작은발톱수달                                                                                              |
|                | 작은발톱수달                                                                                              |

| 비단수달속     | 비단수달     |
|                | 비단수달     |
| 작은발톱수달속 | 작은발톱수달 |
|                | 작은발톱수달 |

|  | 수마트라수달 |
|  |              |
|  | 수달         |
|  |              |

| 민발톱수달속   | 아프리카민발톱수달                                                                                        |
|                | 아프리카민발톱수달                                                                                        |
|                | \| 비단수달속 \| 비단수달 \| \| \| 비단수달 \| \| 작은발톱수달속 \| 작은발톱수달 \| \| \| 작은발톱수달 \| |
|                | |
| 비단수달속     | 비단수달                                                                                                  |
|                | 비단수달                                                                                                  |
| 작은발톱수달속 | 작은발톱수달                                                                                              |
|                | 작은발톱수달                                                                                              |

| 비단수달속     | 비단수달     |
|                | 비단수달     |
| 작은발톱수달속 | 작은발톱수달 |
|                | 작은발톱수달 |

|  | 수마트라수달 |
|  |              |
|  | 수달         |
|  |              |

| 민발톱수달속   | 아프리카민발톱수달                                                                                        |
|                | 아프리카민발톱수달                                                                                        |
|                | \| 비단수달속 \| 비단수달 \| \| \| 비단수달 \| \| 작은발톱수달속 \| 작은발톱수달 \| \| \| 작은발톱수달 \| |
|                | |
| 비단수달속     | 비단수달                                                                                                  |
|                | 비단수달                                                                                                  |
| 작은발톱수달속 | 작은발톱수달                                                                                              |
|                | 작은발톱수달                                                                                              |

| 비단수달속     | 비단수달     |
|                | 비단수달     |
| 작은발톱수달속 | 작은발톱수달 |
|                | 작은발톱수달 |

|  | 수마트라수달 |
|  |              |
|  | 수달         |
|  |              |

| 민발톱수달속   | 아프리카민발톱수달                                                                                        |
|                | 아프리카민발톱수달                                                                                        |
|                | \| 비단수달속 \| 비단수달 \| \| \| 비단수달 \| \| 작은발톱수달속 \| 작은발톱수달 \| \| \| 작은발톱수달 \| |
|                | |
| 비단수달속     | 비단수달                                                                                                  |
|                | 비단수달                                                                                                  |
| 작은발톱수달속 | 작은발톱수달                                                                                              |
|                | 작은발톱수달                                                                                              |

| 비단수달속     | 비단수달     |
|                | 비단수달     |
| 작은발톱수달속 | 작은발톱수달 |
|                | 작은발톱수달 |

|  | 수마트라수달 |
|  |              |
|  | 수달         |
|  |              |

| 민발톱수달속   | 아프리카민발톱수달                                                                                        |
|                | 아프리카민발톱수달                                                                                        |
|                | \| 비단수달속 \| 비단수달 \| \| \| 비단수달 \| \| 작은발톱수달속 \| 작은발톱수달 \| \| \| 작은발톱수달 \| |
|                | |
| 비단수달속     | 비단수달                                                                                                  |
|                | 비단수달                                                                                                  |
| 작은발톱수달속 | 작은발톱수달                                                                                              |
|                | 작은발톱수달                                                                                              |

| 비단수달속     | 비단수달     |
|                | 비단수달     |
| 작은발톱수달속 | 작은발톱수달 |
|                | 작은발톱수달 |

|  | 수마트라수달 |
|  |              |
|  | 수달         |
|  |              |

| 민발톱수달속   | 아프리카민발톱수달                                                                                        |
|                | 아프리카민발톱수달                                                                                        |
|                | \| 비단수달속 \| 비단수달 \| \| \| 비단수달 \| \| 작은발톱수달속 \| 작은발톱수달 \| \| \| 작은발톱수달 \| |
|                | |
| 비단수달속     | 비단수달                                                                                                  |
|                | 비단수달                                                                                                  |
| 작은발톱수달속 | 작은발톱수달                                                                                              |
|                | 작은발톱수달                                                                                              |

| 비단수달속     | 비단수달     |
|                | 비단수달     |
| 작은발톱수달속 | 작은발톱수달 |
|                | 작은발톱수달 |

|  | 긴꼬리수달                                                  |
|  |                                                             |
|  | \| \| 남아메리카수달 \| \| \| \| \| \| 바다수달 \| \| \| \| |
|  |                                                             |
|  | 남아메리카수달                                              |
|  |                                                             |
|  | 바다수달                                                    |
|  |                                                             |

|  | 남아메리카수달 |
|  |                |
|  | 바다수달       |
|  |                |

|  | 긴꼬리수달                                                  |
|  |                                                             |
|  | \| \| 남아메리카수달 \| \| \| \| \| \| 바다수달 \| \| \| \| |
|  |                                                             |
|  | 남아메리카수달                                              |
|  |                                                             |
|  | 바다수달                                                    |
|  |                                                             |

|  | 남아메리카수달 |
|  |                |
|  | 바다수달       |
|  |                |

|  | 수마트라수달 |
|  |              |
|  | 수달         |
|  |              |

| 민발톱수달속   | 아프리카민발톱수달                                                                                        |
|                | 아프리카민발톱수달                                                                                        |
|                | \| 비단수달속 \| 비단수달 \| \| \| 비단수달 \| \| 작은발톱수달속 \| 작은발톱수달 \| \| \| 작은발톱수달 \| |
|                | |
| 비단수달속     | 비단수달                                                                                                  |
|                | 비단수달                                                                                                  |
| 작은발톱수달속 | 작은발톱수달                                                                                              |
|                | 작은발톱수달                                                                                              |

| 비단수달속     | 비단수달     |
|                | 비단수달     |
| 작은발톱수달속 | 작은발톱수달 |
|                | 작은발톱수달 |

|  | 수마트라수달 |
|  |              |
|  | 수달         |
|  |              |

| 민발톱수달속   | 아프리카민발톱수달                                                                                        |
|                | 아프리카민발톱수달                                                                                        |
|                | \| 비단수달속 \| 비단수달 \| \| \| 비단수달 \| \| 작은발톱수달속 \| 작은발톱수달 \| \| \| 작은발톱수달 \| |
|                | |
| 비단수달속     | 비단수달                                                                                                  |
|                | 비단수달                                                                                                  |
| 작은발톱수달속 | 작은발톱수달                                                                                              |
|                | 작은발톱수달                                                                                              |

| 비단수달속     | 비단수달     |
|                | 비단수달     |
| 작은발톱수달속 | 작은발톱수달 |
|                | 작은발톱수달 |

|  | 수마트라수달 |
|  |              |
|  | 수달         |
|  |              |

| 민발톱수달속   | 아프리카민발톱수달                                                                                        |
|                | 아프리카민발톱수달                                                                                        |
|                | \| 비단수달속 \| 비단수달 \| \| \| 비단수달 \| \| 작은발톱수달속 \| 작은발톱수달 \| \| \| 작은발톱수달 \| |
|                | |
| 비단수달속     | 비단수달                                                                                                  |
|                | 비단수달                                                                                                  |
| 작은발톱수달속 | 작은발톱수달                                                                                              |
|                | 작은발톱수달                                                                                              |

| 비단수달속     | 비단수달     |
|                | 비단수달     |
| 작은발톱수달속 | 작은발톱수달 |
|                | 작은발톱수달 |

|  | 수마트라수달 |
|  |              |
|  | 수달         |
|  |              |

| 민발톱수달속   | 아프리카민발톱수달                                                                                        |
|                | 아프리카민발톱수달                                                                                        |
|                | \| 비단수달속 \| 비단수달 \| \| \| 비단수달 \| \| 작은발톱수달속 \| 작은발톱수달 \| \| \| 작은발톱수달 \| |
|                | |
| 비단수달속     | 비단수달                                                                                                  |
|                | 비단수달                                                                                                  |
| 작은발톱수달속 | 작은발톱수달                                                                                              |
|                | 작은발톱수달                                                                                              |

| 비단수달속     | 비단수달     |
|                | 비단수달     |
| 작은발톱수달속 | 작은발톱수달 |
|                | 작은발톱수달 |

|  | 수마트라수달 |
|  |              |
|  | 수달         |
|  |              |

| 민발톱수달속   | 아프리카민발톱수달                                                                                        |
|                | 아프리카민발톱수달                                                                                        |
|                | \| 비단수달속 \| 비단수달 \| \| \| 비단수달 \| \| 작은발톱수달속 \| 작은발톱수달 \| \| \| 작은발톱수달 \| |
|                | |
| 비단수달속     | 비단수달                                                                                                  |
|                | 비단수달                                                                                                  |
| 작은발톱수달속 | 작은발톱수달                                                                                              |
|                | 작은발톱수달                                                                                              |

| 비단수달속     | 비단수달     |
|                | 비단수달     |
| 작은발톱수달속 | 작은발톱수달 |
|                | 작은발톱수달 |

|  | 수마트라수달 |
|  |              |
|  | 수달         |
|  |              |

| 민발톱수달속   | 아프리카민발톱수달                                                                                        |
|                | 아프리카민발톱수달                                                                                        |
|                | \| 비단수달속 \| 비단수달 \| \| \| 비단수달 \| \| 작은발톱수달속 \| 작은발톱수달 \| \| \| 작은발톱수달 \| |
|                | |
| 비단수달속     | 비단수달                                                                                                  |
|                | 비단수달                                                                                                  |
| 작은발톱수달속 | 작은발톱수달                                                                                              |
|                | 작은발톱수달                                                                                              |

| 비단수달속     | 비단수달     |
|                | 비단수달     |
| 작은발톱수달속 | 작은발톱수달 |
|                | 작은발톱수달 |

|  | 수마트라수달 |
|  |              |
|  | 수달         |
|  |              |

| 민발톱수달속   | 아프리카민발톱수달                                                                                        |
|                | 아프리카민발톱수달                                                                                        |
|                | \| 비단수달속 \| 비단수달 \| \| \| 비단수달 \| \| 작은발톱수달속 \| 작은발톱수달 \| \| \| 작은발톱수달 \| |
|                | |
| 비단수달속     | 비단수달                                                                                                  |
|                | 비단수달                                                                                                  |
| 작은발톱수달속 | 작은발톱수달                                                                                              |
|                | 작은발톱수달                                                                                              |

| 비단수달속     | 비단수달     |
|                | 비단수달     |
| 작은발톱수달속 | 작은발톱수달 |
|                | 작은발톱수달 |

|  | 수마트라수달 |
|  |              |
|  | 수달         |
|  |              |

| 민발톱수달속   | 아프리카민발톱수달                                                                                        |
|                | 아프리카민발톱수달                                                                                        |
|                | \| 비단수달속 \| 비단수달 \| \| \| 비단수달 \| \| 작은발톱수달속 \| 작은발톱수달 \| \| \| 작은발톱수달 \| |
|                | |
| 비단수달속     | 비단수달                                                                                                  |
|                | 비단수달                                                                                                  |
| 작은발톱수달속 | 작은발톱수달                                                                                              |
|                | 작은발톱수달                                                                                              |

| 비단수달속     | 비단수달     |
|                | 비단수달     |
| 작은발톱수달속 | 작은발톱수달 |
|                | 작은발톱수달 |

|  | 긴꼬리수달                                                  |
|  |                                                             |
|  | \| \| 남아메리카수달 \| \| \| \| \| \| 바다수달 \| \| \| \| |
|  |                                                             |
|  | 남아메리카수달                                              |
|  |                                                             |
|  | 바다수달                                                    |
|  |                                                             |

|  | 남아메리카수달 |
|  |                |
|  | 바다수달       |
|  |                |

|  | 긴꼬리수달                                                  |
|  |                                                             |
|  | \| \| 남아메리카수달 \| \| \| \| \| \| 바다수달 \| \| \| \| |
|  |                                                             |
|  | 남아메리카수달                                              |
|  |                                                             |
|  | 바다수달                                                    |
|  |                                                             |

|  | 남아메리카수달 |
|  |                |
|  | 바다수달       |
|  |                |

## 신체적 특징
해달은 해양 포유류로서는 아주 작은 종 중 하나이지만 족제비과 동물 중에서는 아주 무거운 축에 든다. 수컷 해달의 체중은 22킬로그램~45킬로그램(49파운드~99파운드) 정도이며, 신장은 1.2미터~1.55미터(3피트 10인치~4피트 10인치) 정도인데, 체중 54킬로그램(120파운드)까지 나가는 표본이 기록된 바 있다. 암컷은 그것보다 작아서, 체중은 14킬로그램~33킬로그램(31파운드~73파운드), 신장 1.0미터~1.4미터(3피트 3인치~4피트 7인치) 정도이다. 해달의 수컷은 음경골이 매우 크고 묵직하며 위쪽으로 굽어 있다. 그 길이는 150밀리미터(5.9인치), 음경골 뿌리는 15밀리미터(0.59인치) 정도이다.

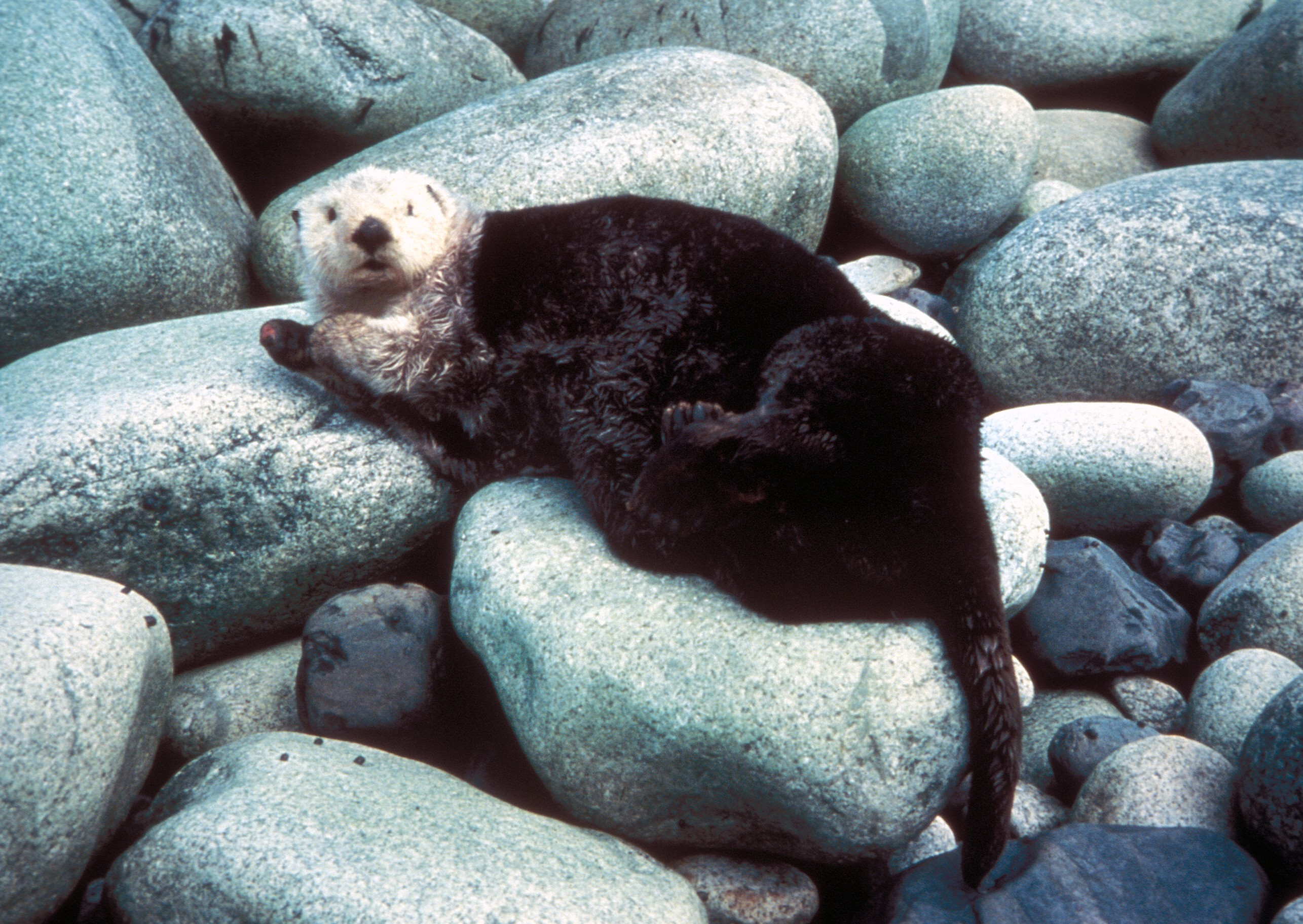
해달은 모피가 두텁기 때문에, 땅 위로 올라오면 물속에 있을 때보다 몸집이 더 토실토실해 보인다.

대부분의 해양 포유류와 달리 해달은 고래지방을 가지고 있지 않으며, 대신 유달리 두꺼운 모피를 통해서 체온을 유지한다. 해달의 털은 1평방센티미터 당 150,000가닥(1평방인치당 거의 백만 가닥) 이상 나 있으며, 해달의 모피는 그 어떤 동물보다도 털이 조밀하게 나 있다. 해달 모피는 방수가 되는 길다란 보호털과 그 아래 짧은 잔털로 이루어져 있는데, 보호털이 물을 막아줌으로써 아래의 조밀한 잔털층이 마른 상태를 유지한다. 때문에 차가운 물이 피부에 직접 닿는 일이 없으며 열 손실을 제한할 수 있다. 해달은 털갈이 철이 따로 없고, 매번 조금씩 탈모하고 계속 털이 나기 때문에 연중 내내 모피가 두터움을 유지한다. 보호털의 방수 기능은 철저한 청결함에 달려 있기 때문에, 해달은 몸 어느 부위의 털이든지 닿아서 그루밍할 수 있는 능력을 가지고 있다. 피부가 늘어져 있으며, 골격이 희한할 정도로 유연한 덕분이다. 모피의 색깔은 보통 진한 갈색에 은빛 회색의 얼룩이 나 있는데, 노란색이나 쥐색 계통의 갈색도 있고, 개중에는 거의 새까만 색도 있다. 성체 해달은 머리, 목, 가슴의 털 색깔이 다른 부위보다 더 밝은 색을 띤다.

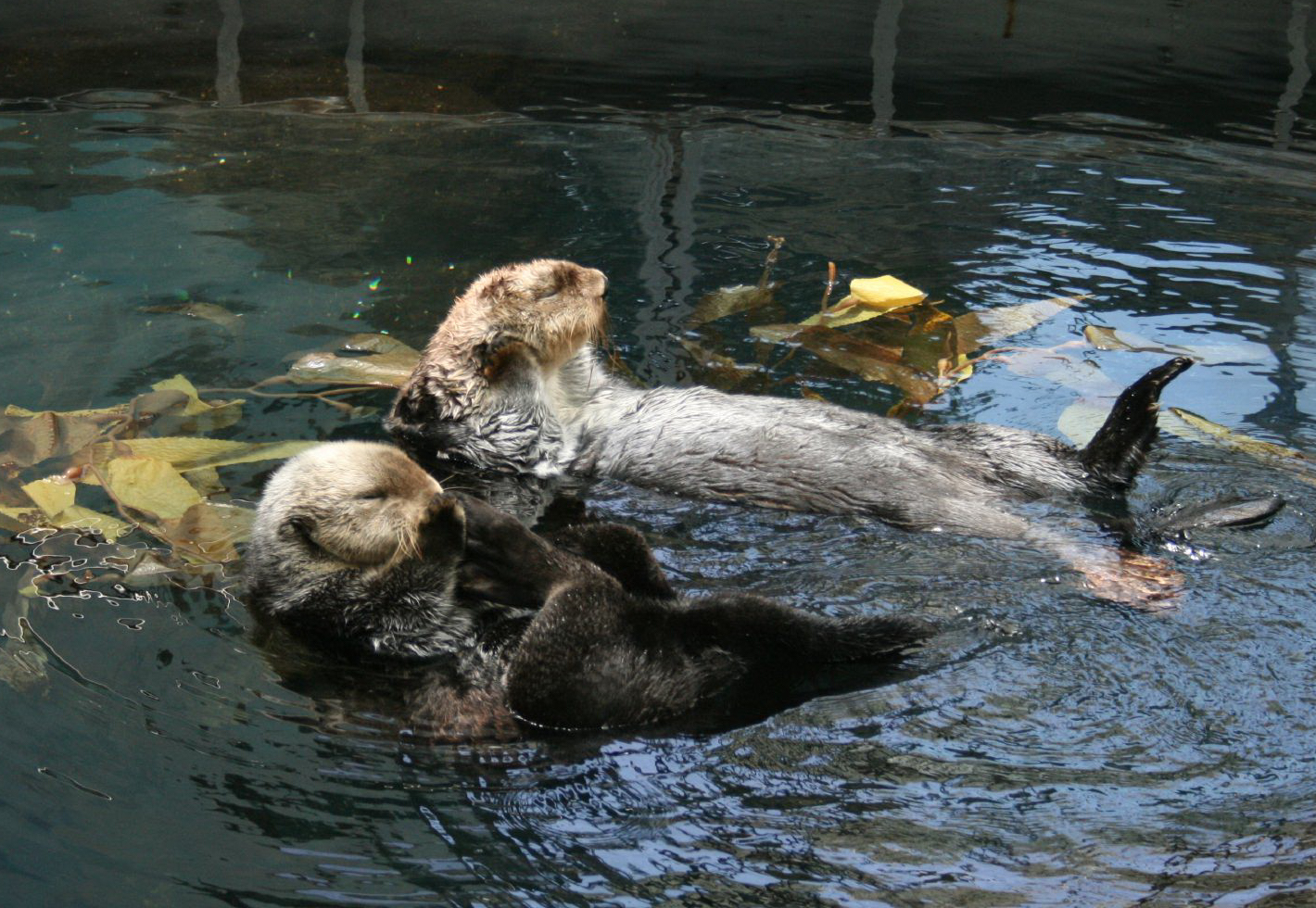
리스본 수족관의 해달. 특유의 유연성을 이용해 그루밍을 하고 있다.

해달은 해양 환경에 여러 모로 적응한 모습을 보인다. 조그만 귀와 콧구멍은 열었다 닫았다 할 수 있다. 뒷발은 길고 넓적하며 반반하기 때문에 헤엄칠 때 상당한 추진력을 낼 수 있게 해 준다. 뒷발은 그 다섯째 발가락이 가장 길다. 이 발가락 덕분에 누워서 헤엄칠 수 있지만 걷는 것은 어려워한다. 꼬리는 짧고 두꺼우며 약간 넓적한데 근육질이다. 짧은 앞발에는 오므릴 수 있는 갈고리발톱들이 나 있으며, 발바닥에 거칠거칠한 육구가 붙었기 때문에, 미끄러운 먹이를 잡기 용이하다.

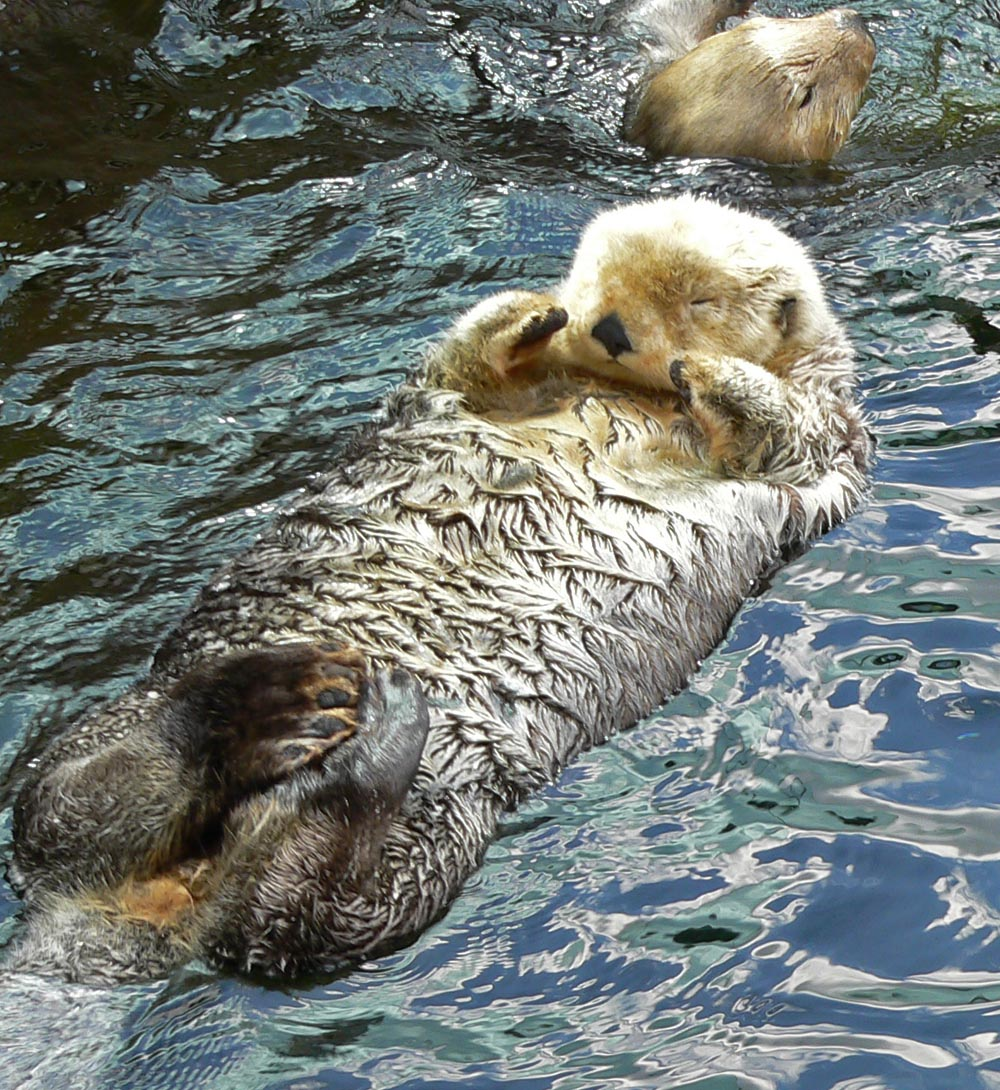
이렇게 사지를 오므리고 잔다. 밴쿠버 수족관.

수중에서 해달은 꼬리와 뒷발을 비롯한 몸의 뒤쪽 부분을 위아래로 흔들어서 앞으로 나아간다. 그리고 그 속도는 최대 시속 9킬로미터(시속 5.6마일)에 이른다. 물속으로 들어가면 해달은 짧은 앞다리를 가슴에 딱 붙여 포개어 몸을 길고 유선형으로 만든다. 한편, 수면 위로 올라오면 해달은 배를 드러내고 누워서, 발을 노 젓듯 움직이고 꼬리를 옆으로 흔들면서 떠다닌다.
휴식을 취할 때는 사지를 모두 오므려 몸통에 접어 붙이고 체온을 보존한다. 반대로 날씨가 너무 더울 때는 뒷발을 물속에 넣어서 몸을 식히기도 한다. 해달의 몸은 부력이 매우 커서 물에 잘 뜨는데, 이것은 해달의 폐활량이 매우 큰 것과(비슷한 덩치의 육상 포유류의 2.5배 정도이다) 모피 속에 공기가 찬 것 때문에 그러한 것이다. 해달은 땅으로 올라오면 걸음걸이가 굴러다닐 듯 어설프지만 껑충껑충 뛰어서 도망갈 수는 있다.
물이 어둡거나 탁할 때 해달은 길고 매우 민감한 수염과 앞발의 촉각으로 먹이를 찾는다. 연구자들은 해달에게 잘 보이는 위치에서 연구진이 해달에게 접근했을 때, 해달 쪽으로 바람이 불면 해달이 보다 빠르게 반응하는 것에 주목했다. 이것은 해달의 후각이 시각보다 경고 감각으로서 더 중요하게 작용한다는 것을 시사한다. 또 다른 관찰에서 밝혀진 바로는 해달의 시력은 물 위에서나 물속에서나 도움이 되는 수준이기는 하지만 물개류만큼 눈이 좋은 것 같지는 않다. 청력은 특별히 좋은 편도 나쁜 편도 아니다.
성체의 이빨은 32개이고, 그중 어금니는 둥글납작하여 음식을 잘라내기보다는 부수는 데 적합하다. 아랫앞니가 세 쌍이 아니라 두 쌍인 육식성 동물은 기각류와 해달뿐이다. 성체 해달의 치열은 3.1.3.12.1.3.2이다.
해달의 기초 대사율은 비슷한 크기의 육상 포유류보다 2~3배 높다. 해달은 차가운 물속 환경에서 열 손실에 대응하기 위해 엄청난 열량을 태워야 하고, 매일 자기 체중의 25~38% 무게의 먹이를 먹어야 한다. 소화 효율은 80~85% 정도이며, 먹은 먹이는 3시간 정도면 소화가 끝나고 배설된다. 수분은 대부분 먹이를 먹으면서 함께 섭취하는데, 다른 해양 포유류와 달리 바닷물을 마시기도 한다. 신장이 비교적 크기 때문에 바닷물에서 맹물을 얻어내고 진한 오줌을 배설한다.

## 습성

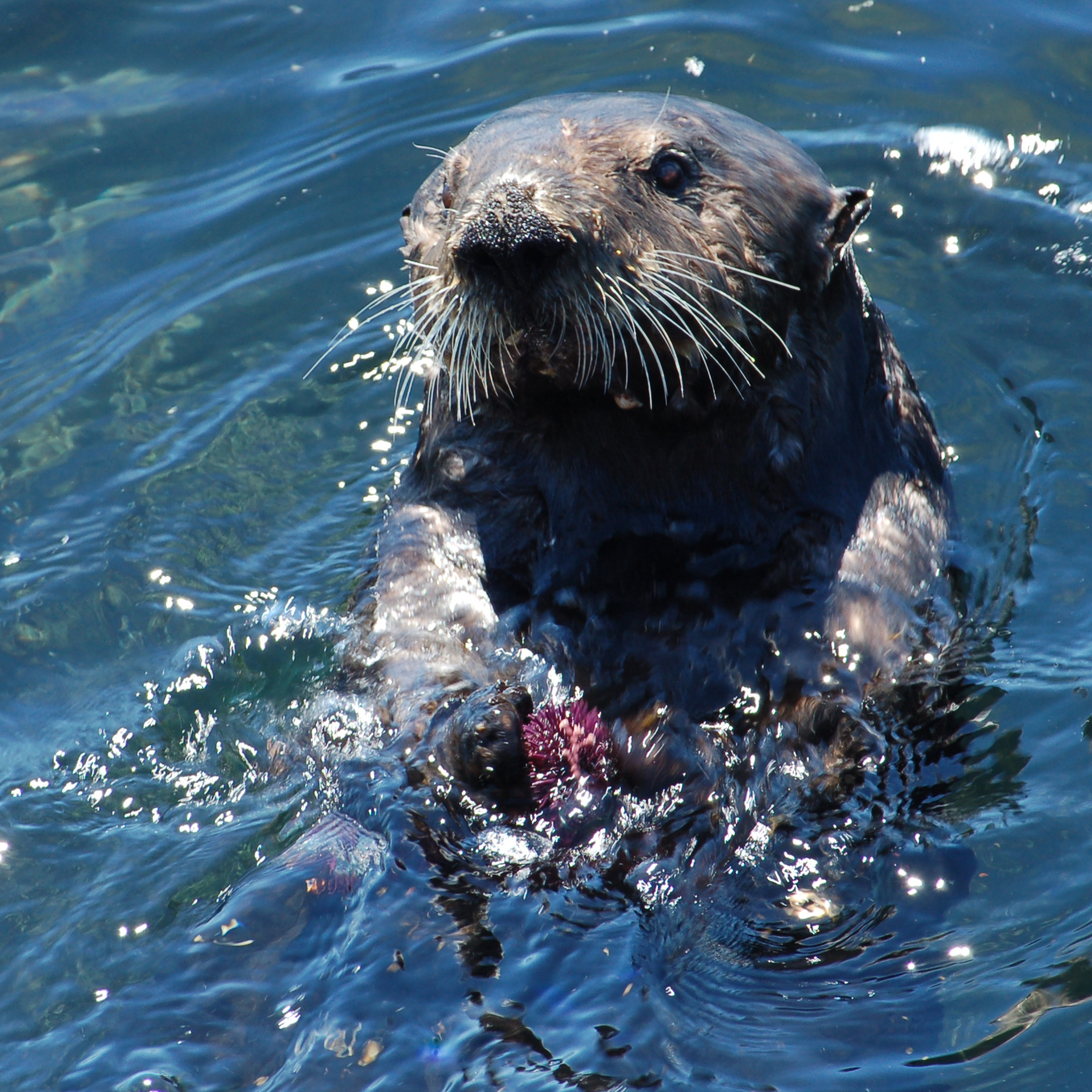
예민한 동모와 앞발로 해달은 그 촉각을 이용해 먹이를 찾는다.

해달은 주행성 동물이다. 해가 뜨기 한 시간쯤 전 아침부터 먹이를 잡아먹기 시작하고, 한낮 동안에는 쉬거나 잠을 잔다. 오후가 되면 몇 시간 동안 또 먹이를 잡아먹다가 해가 지기 전에 그만두고, 한밤중 즈음에 다시 먹이를 잡아먹기도 한다. 새끼를 데리고 있는 암컷은 특히 밤에 먹이를 먹는 경향이 있다. 해달을 관찰한 결과 먹이를 찾고 잡아먹는 데 투자하는 시간은 하루에 24~60% 정도였으며, 이것은 서식지에 먹이가 얼마나 풍부한지에 따라 정해지는 것 같다.
해달은 많은 시간을 투자해서 그루밍을 한다. 그렇게 함으로써 털을 깨끗이 하고, 엉킨 털을 풀고, 빠진 털을 제거하고, 털에서 물을 짜내고 털 속으로 공기를 통하게 한다. 관찰하는 도중 해달이 몸을 긁는 것이 보이기도 하는데, 털 속에 이라든가 다른 기생충이 있는지 여부는 밝혀지지 않았다. 먹이를 먹을 때 해달은 물속에서 몸을 틈틈이 굴리는데, 털에 묻은 음식 찌꺼기를 씻어내기 위한 것으로 보인다.

### 먹이 사냥
해달은 짧은 시간 잠수하여 먹이를 사냥하는데, 종종 해저까지 내려간다. 약 5분 이상 숨을 참을 수 있지만 보통 1분 정도 잠수하고, 아무리 길어도 4분 이상 잠수하지는 않는다. 해달은 돌을 들었다 뒤집을 수 있는 유일한 해양 동물로, 먹이를 찾기 위해 앞발로 돌을 들고 뒤집는다. 또한 해달은 수초에 붙어 있는 달팽이류 등 생물을 떼어내거나 조개를 찾기 위해 바닷속 진흙을 뒤질 수도 있다. 또한 이빨보다 앞발을 사용하여 물고기를 사냥하는 유일한 해양성 포유류이기도 하다.
양 앞다리 밑에는 각각 헐거운 살주머니가 있는데, 이 주머니는 가슴을 가로질러 이어져 있다. 해달은 이 주머니 안에 (먼저 왼쪽부터) 먹이를 모아서 수면으로 올라온다. 특이하게 주머니 안에 돌도 넣어 오는데, 이것은 조개류의 껍데기를 까부숴 열기 위한 것이다. 그리고 해달은 물 위에 누운 채 떠서, 앞발로 먹이를 찢은 뒤 입으로 가져가서 먹는다. 작은 홍합 따위는 껍데기째 씹어 삼키기도 하지만 보다 큰 것은 속살을 비틀어 빼내 먹는다. 이때 아랫앞니를 사용해 조개의 속살을 꺼내려고 한다. 가시로 덮여 있는 성게를 먹을 때는 가시가 가장 짧은 성게 아랫면을 물어뜯는다. 그리고 성게의 부드러운 속살을 껍데기 속에서 핥아 빼먹는다.
해달은 먹이를 사냥하고 먹을 때 돌을 사용하는, 즉 도구를 사용하는 몇 안 되는 포유류 동물이다. 단단한 조개를 열기 위해 조개를 가슴 위에 올려놓고 양발로 돌을 들어 조개를 요란하게 두드린다. 해달이 전복을 돌덩어리에서 떼어내려고 돌멩이로 망치질하듯 전복을 찍어대기도 한다. 관찰 결과 그 타격 속도는 15초 동안 45번 정도이다.

### 사회 구조

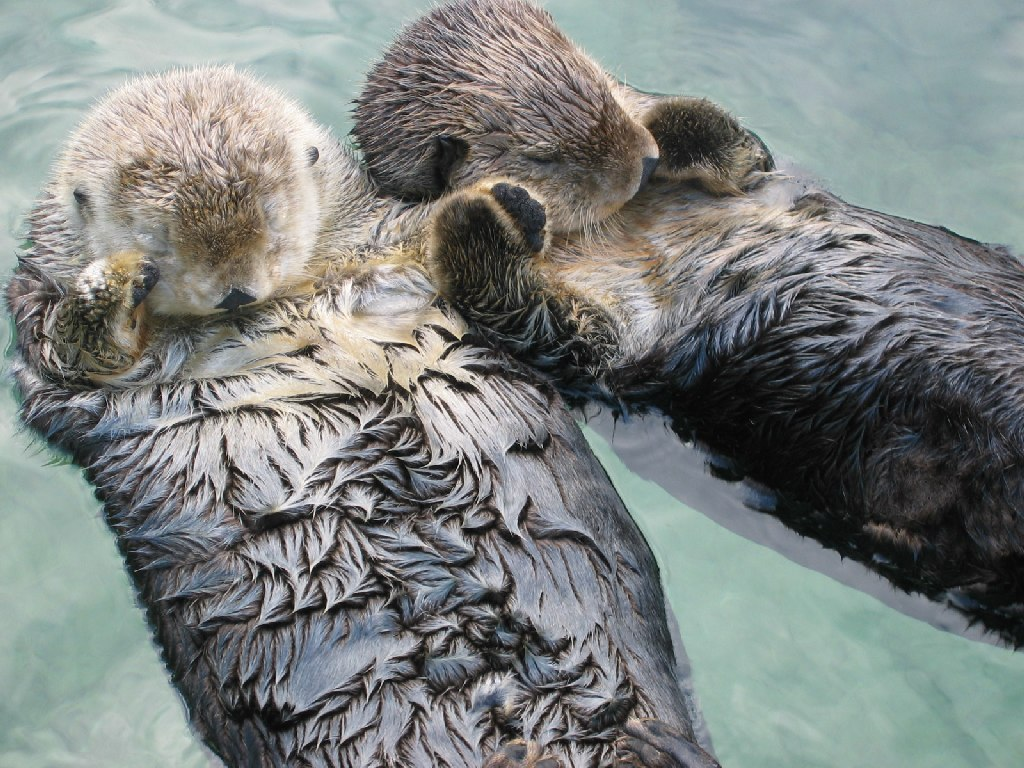
물에 떠내려가지 않기 위해 해달은 서로 손을 잡고 잔다. 몸의 부력이 매우 크다.

성체든 유체든 먹이 사냥은 혼자 하지만 해달은 휴식을 취할 때는 래프트(raft)라는 동성(同性) 무리와 함께 하는 경향이 있다. 래프트는 대략 10~100마리의 해달로 이루어져 있으며, 수컷 래프트가 암컷 래프트보다 규모가 크다. 현재까지 발견된 래프트 중 가장 큰 것은 2000마리 이상의 해달들이 모여 있었다. 휴식하거나 먹이를 먹을 때 먼 바다로 떠내려가지 않기 위해 해달은 다시마류 해초에 자기 몸을 묶는다.
번식 세력권을 유지하고 있으며 암컷들에게 선호받는 수컷이 짝짓기를 하게 된다. 대부분의 서식지에서 가을이 짝짓기의 절정기이며, 수컷은 자기 세력권을 봄부터 가을까지만 지키고 있는다. 이 기간 동안 수컷은 다른 수컷을 쫓아내기 위해 세력권의 경계를 순찰하는데, 실제로 싸움으로 번지는 일은 드물다. 성체 암컷은 수컷들의 세력권 사이를 자유로이 오갈 수 있는데, 대략 5 대 1의 비율로 암컷의 개체수가 수컷보다 더 많다. 자기 세력권을 가지지 못한 수컷들은 자기들끼리 모여서 수컷만 있는 큰 무리를 이루고, 암컷들의 구역을 헤집고 다니면서 짝짓기 상대를 찾는다.
해달은 다양한 음성 행동을 보인다. 새끼의 울음소리는 갈매기의 것과 비교되기도 한다. 암컷은 만족했을 때 구구구 거리는 소리를 내고, 이에 비해 수컷은 꿀꿀거리는 소리를 낸다. 고통을 받거나 겁을 먹은 성체는 휘파람 소리, 쉬익 하는 새는 소리를 내고, 극단일 때에는 비명을 지르기도 한다.
해달이 장난기 많고 사교적인 동물이긴 하지만 진정한 의미에서의 사회적 동물로는 취급받지 못한다. 해달은 대부분의 시간을 혼자 보내고, 각각의 성체 해달은 사냥, 그루밍, 방어 등의 면에서 필요한 것을 스스로 충족할 수 있다.

### 번식과 생활사

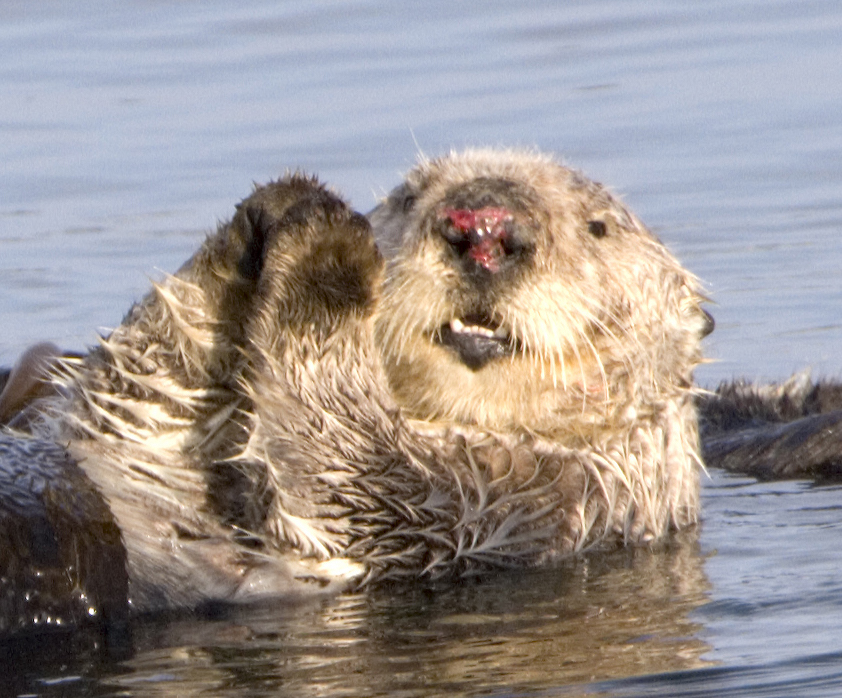
짝짓기를 하는 도중, 수컷이 암컷의 코를 물어뜯는다. 그 탓에 피가 나고 흉터가 진다.

해달은 일부다처이다. 수컷 한 마리가 여러 암컷 동반자를 가진다. 하지만 발정기의 암컷과 그 짝이 며칠에 걸쳐 잠시 암수 한 쌍의 짝을 이루기도 한다. 짝짓기는 물속에서 이루어지며 다소 거칠다. 수컷은 암컷의 코와 주둥이를 물어뜯어 흉터를 남기고, 어떤 때는 암컷의 머리를 물속에 처박기도 한다. 최소 한 마리의 암컷이 코의 감염으로 인해 사망했음이 보고되어 있다.
출산은 연중 일어나는데, 북방 개체군은 5월과 7월 중순 사이, 남방 개체군은 1월과 3월 사이에 절정을 이룬다. 해달은 착상 지연이 가능한 동물이기 때문에 임신 기간은 4개월에서 12개월까지 다양하게 나타난다. 착상 이후에는 4개월 동안 새끼를 배고 있는다. 캘리포니아의 해달은 매년 새끼를 치는데, 그 빈도가 알래스카의 해달의 두 배 정도 높다.
출산은 보통 물속에서 이루어지며, 한 배에 한 새끼를 낳고 막 태어난 새끼의 몸무게는 1.4~2.3킬로그램(3~5파운드)이다. 2% 확률로 쌍둥이를 낳기도 한다. 하지만 그럴 경우 대개 쌍둥이 중 한 마리만 살아남는다. 새끼는 태어나자마자 눈을 뜰 수 있고, 이빨 열 개가 보이고, 두꺼운 모피를 두르고 있다. 어미는 태어난 새끼를 몇 시간 동안 핥고 부풀린다. 그루밍이 끝나면 새끼의 털 속에 공기가 들어가서 물 위에 코르크처럼 떠 있을 수 있다. 하지만 잠수는 하지 못한다. 새끼의 솜털은 13주가 지나면 없어지고 성체의 털과 같은 새 털이 난다.

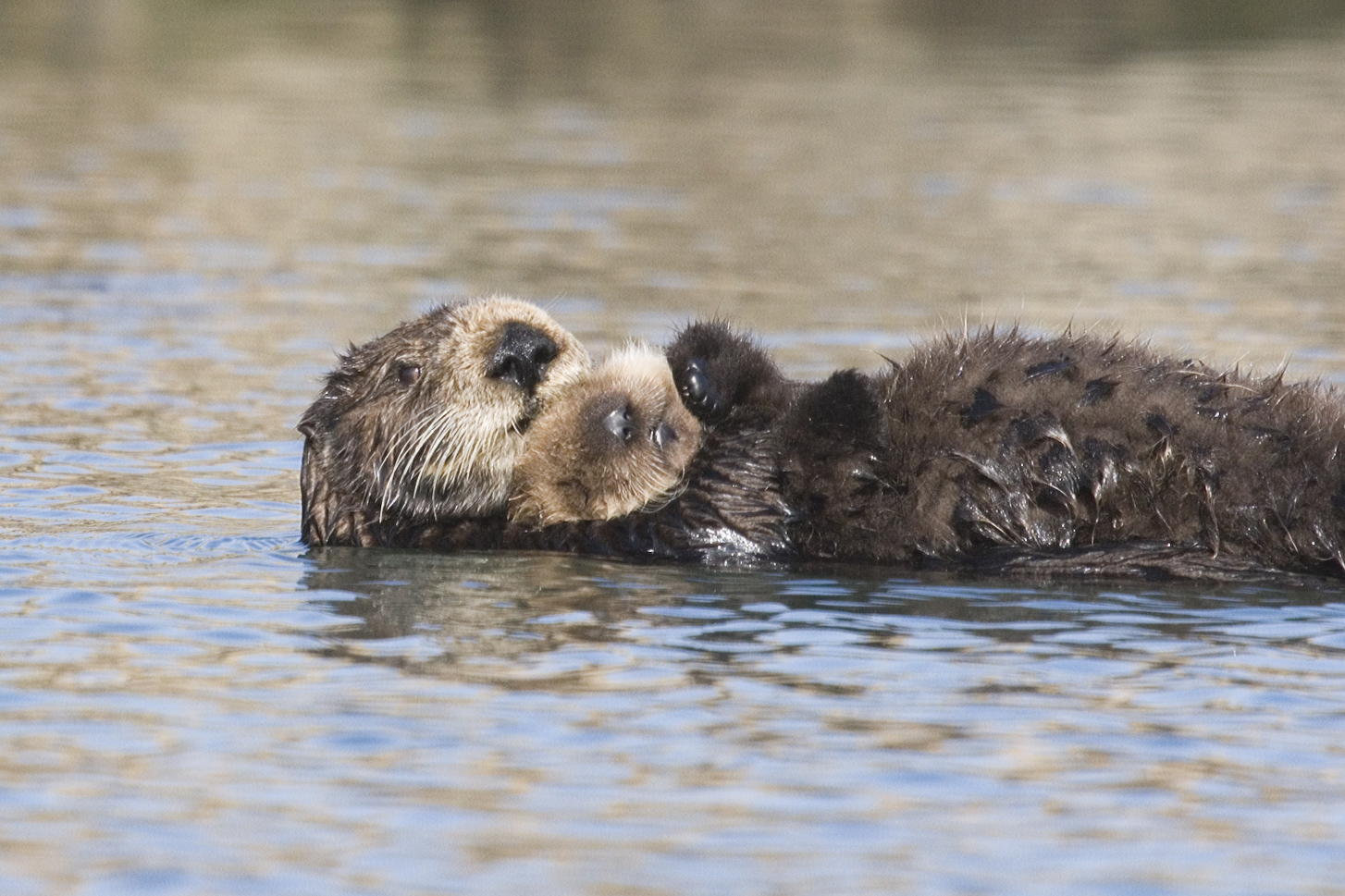
새끼를 가슴에 안고 떠다니는 어미 해달. 게오르크 스텔러는 “해달은 가히 믿을 수 없을 정도의 애착을 가지고 새끼를 포옹한다.”고 말했다.

수유 기간은 캘리포니아 개체군은 6~8개월, 알래스카 개체군은 4~12개월 정도 계속된다. 동시에 1~2개월 정도 지나면 먹이 조각을 조금씩 주기 시작한다. 복부의 유두에서 분비되는 해달의 젖은 지방이 풍부하여 족제비과 동물의 젖보다는 다른 해양성 포유류의 그것과 유사하다. 새끼는 어미의 지도 아래 헤엄과 잠수를 연습하여 수 주가 지나면 바다 밑바닥까지 닿을 수 있다. 새끼가 처음 잡아오는 것은 알록달록한 불가사리나 조약돌 따위의 먹거리로서 가치가 없는 것들이다. 그러다 6~8개월이 지나면 새끼는 독립하게 되는데, 먹이가 부족할 경우에는 어미가 새끼를 버릴 수밖에 없게 되는 경우도 생긴다. 반대쪽 극적 사례로, 새끼가 거의 성체만 하게 자랐는데도 여전히 어미에게 보살핌을 받는 일도 있다. 새끼 해달의 사망률은 높은 편으로, 특히 태어나서 첫 번째 겨울을 넘기지 못하고 죽어나간다. 한 추산에서는 태어나서 1년을 넘기는 새끼는 전체의 25%에 불과했고, 경험이 많은 어미가 낳은 새끼들의 생존률이 높았다.
새끼를 먹이고 키우는 모든 일은 암컷이 도맡아 한다. 또한 가끔 고아가 된 새끼를 거두어 키우는 것도 목격된다. 2010년에 캘리포니아 앞바다에서 홀로 떨어진 생후 5주의 새끼 암컷 해달을 몬트레이베이 수족관으로 데려왔더니 나이 9살의 암컷 해달이 먹는 법, 헤엄치는 법, 그루밍하는 법을 가르쳐 주는 것이 관찰되었다. 이 새끼 해달(이름 "키트")은 2년 뒤인 2012년 6월에 샌디에이고로 옮겨갔다가 2013년 1월에 몬트레이베이로 돌아왔다. 한편 양어미(이름 "마에")는 키트가 샌디에이고에 가 있던 사이 2012년 11월 17일에 11살로 죽었다.
어미 해달의 새끼를 향한 헌신의 수준으로 여러 사람들이 여러 기록을 남긴 바 있다. 어미는 새끼에게 거의 끊임없는 관심을 쏟고, 찬물에 닿지 않도록 가슴에 올려둔 뒤 조심스럽게 털을 그루밍해 준다. 먹이를 잡을 때는 새끼를 물 위에 남겨두고 잠수하는데, 떠내려가지 않도록 다시마류 수초로 묶어 놓는다. 새끼는 잠들어 있지 않다면 어미가 돌아올 때까지 시끄럽게 울어댄다. 새끼가 죽으면 어미는 며칠 동안 새끼의 시체를 계속 데리고 다닌다.
암컷 해달은 태어나고 3, 4년, 수컷은 5년이 지나면 성적으로 성숙한다. 하지만 수컷은 성적으로 성숙했다 해도 그 뒤로 몇 년 동안은 제대로 새끼를 치지 못한다. 한편 포획된 수컷이 19살의 나이에 새끼를 친 바 있다. 야생에서 해달의 최대 수명은 23살 정도이고, 평균 수명은 수컷이 10~15살, 암컷이 15~20살 정도이다. 인간에게 잡혀 사는 해달은 20살을 넘겨 사는 일이 많은데, 시애틀 수족관의 암컷은 28살까지 살다 죽었다. 야생 해달은 그 이빨이 닳는 일이 많고, 이것으로 사육 상태보다 수명이 짧아지는 것으로 보인다.

## 개체 분포

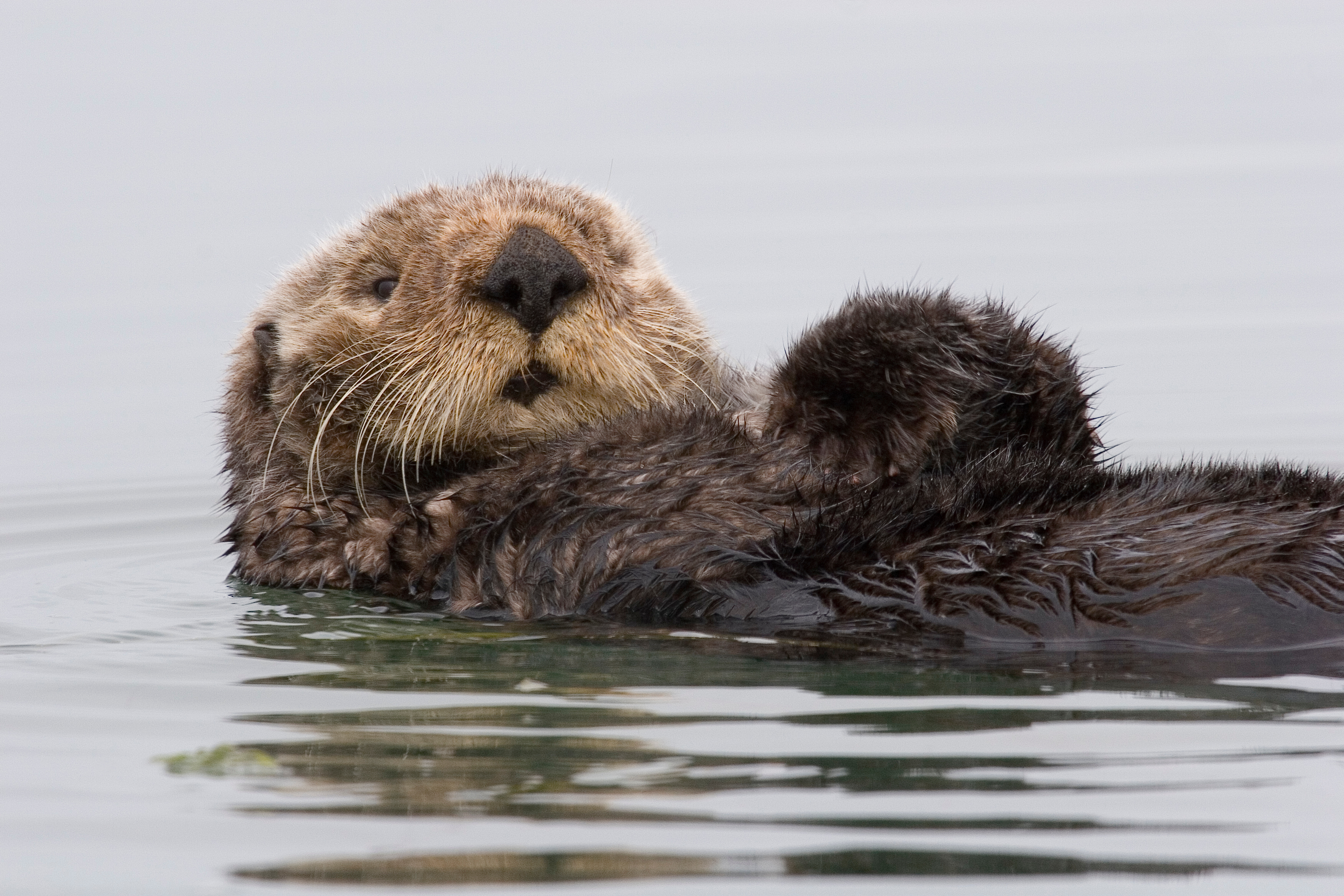
캘리포니아주 모로베이에서 떠다니고 있는 해달.

해달은 수심 15~23미터(50~75피트) 정도의 연안 지역, 즉 해안가에서 1킬로미터(⅔마일) 이내에 서식한다. 해달은 보통 거친 바닷바람을 막을 수 있는 바위투성이 해안지대, 다시마숲, 보초 등지에서 찾을 수 있다. 해달은 대부분 암석 기층(基層; substrate) 지역에서 생활하지만 해저가 진흙이나 모래로 이루어진 지역에서도 살 수 있다. 해달은 유빙 사이에서는 생존할 수 있어도 정착빙에서는 살아남을 수 없는 고로, 그 서식지는 얼음으로 인한 북방 한계를 가진다. 해달 개체는 대략 1 킬로미터 길이의 행동 범위를 차지하며, 연중 계속 그 행동권에 머무른다.
해달의 개체수는 한때 150,000마리에서 300,000마리에 달한 것으로 생각되며, 그 서식지는 일본 북부에서 시작하여 멕시코 바하칼리포르니아반도 중부까지 이르는, 북태평양을 가로지르는 거대한 활꼴을 그렸다. 그러나 1740년대부터 시작된 모피 거래로 인해 해달의 개체수는 13개 무리 1,000~2,000마리 정도까지 격감하였다. 해달의 개체수 복원 현황은 옛 서식 범위의 약 3분의 2에 해당하는 지역마다 제각각이다. 높은 개체 밀도를 자랑하는 지역이 있는가 하면 아직도 멸종을 위협받고 있는 지역도 있다. 현재 러시아 동안, 알래스카, 브리티시컬럼비아, 워싱턴주, 캘리포니아에서는 해달의 개체수가 안정 국면에 접어들었으며, 일본과 멕시코에서도 재정착이 보고되고 있다. 2004년에서 2007년 사이에 이루어진 추산 결과 세계적으로 약 107,000마리의 해달이 있는 것으로 추산되었다.

1870년에서 1924년 사이 코만도르 제도의 해달 사냥 그래프

### 러시아
현재 해달 서식지로서 가장 안정되고 안전한 곳은 러시아이다. 19세기 이전에는 쿠릴 열도 일대에 20,000마리에서 25,000마리의 해달이 서식했으며, 캄차카와 코만도르 제도 근처에는 더 많이 살았다. 대남획시대 이후 이 일대, 현 러시아의 해달 개체수는 고작 750마리에 불과한 바 있었다. 2004년 현재 해달들은 이 지역 모든 옛 서식지에 재도입되었으며, 그 개체수는 도합 27,000마리 정도로 추산된다. 이 중 약 19,000마리는 쿠릴 열도에, 2000~3500마리가 캄차카에, 나머지 5000~5500마리는 코만도르 제도에 서식한다. 개체수 성장률이 약간 둔화되었으며, 그 수가 환경용량에 도달했다고 생각되고 있다.

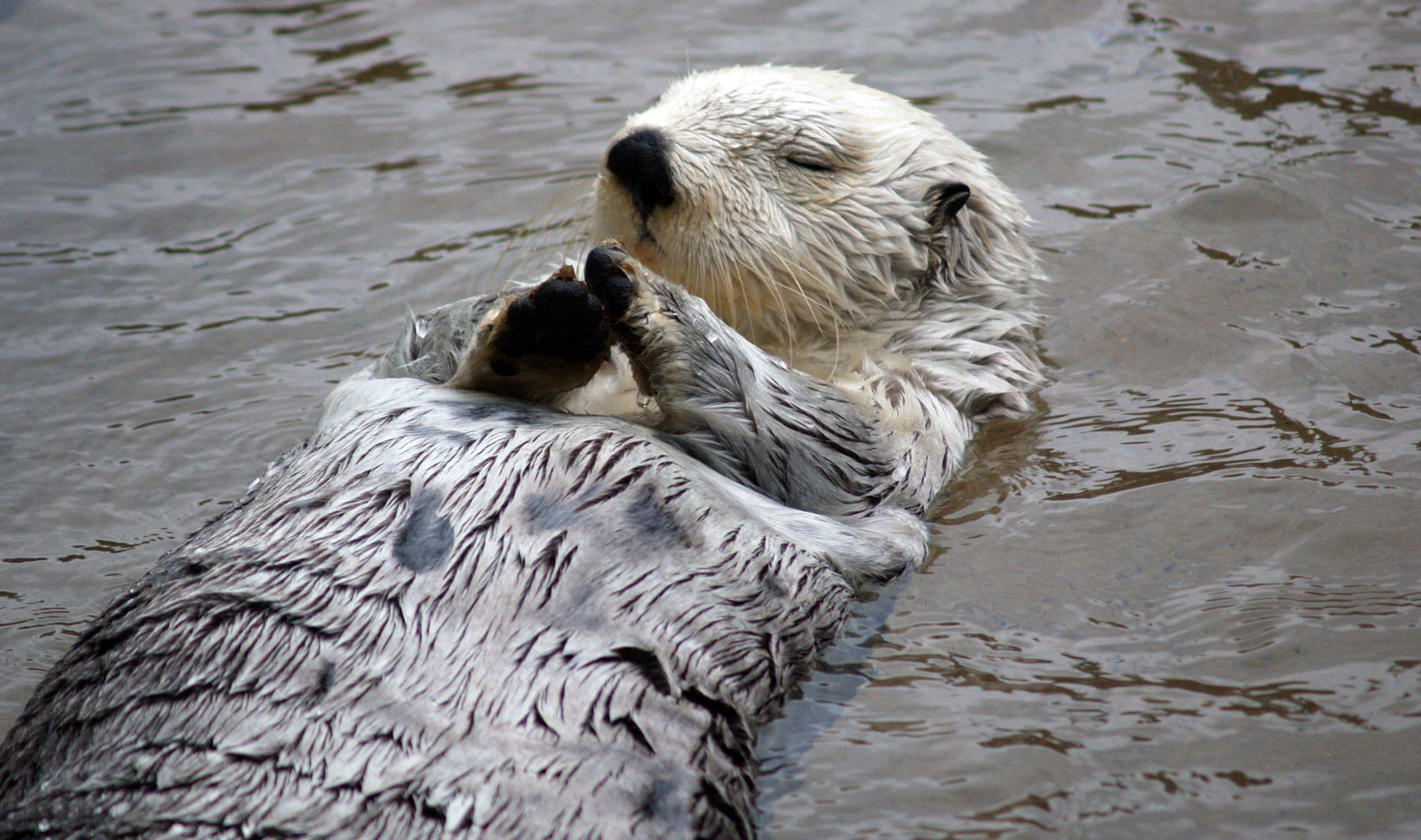
눈 감고 떠다니는 해달.

### 알래스카
알래스카는 해달 서식지의 중앙 지역이다. 1973년에 추산한 알래스카의 해달 개체수는 약 100,000마리에서 125,000마리 정도였다. 하지만 2006년까지 알래스카의 해달 수는 73,000여 마리로 떨어졌다. 알류샨 열도의 해달 개체수가 급락한 것이 이 개체수 감소의 대부분 비율을 차지하고 있다. 이 개체수 급락의 원인은 명확하지 않으나 범고래의 포식 활동으로 인한 것일 가능성이 제기되어 있다.
프린스윌리엄 해협의 해달 개체군 역시 1989년 엑손 발데스 기름 누출 사건으로 수천여 마리의 해달이 떼죽음을 당함으로써 직격타를 맞았다.

### 브리티시컬럼비아와 워싱턴

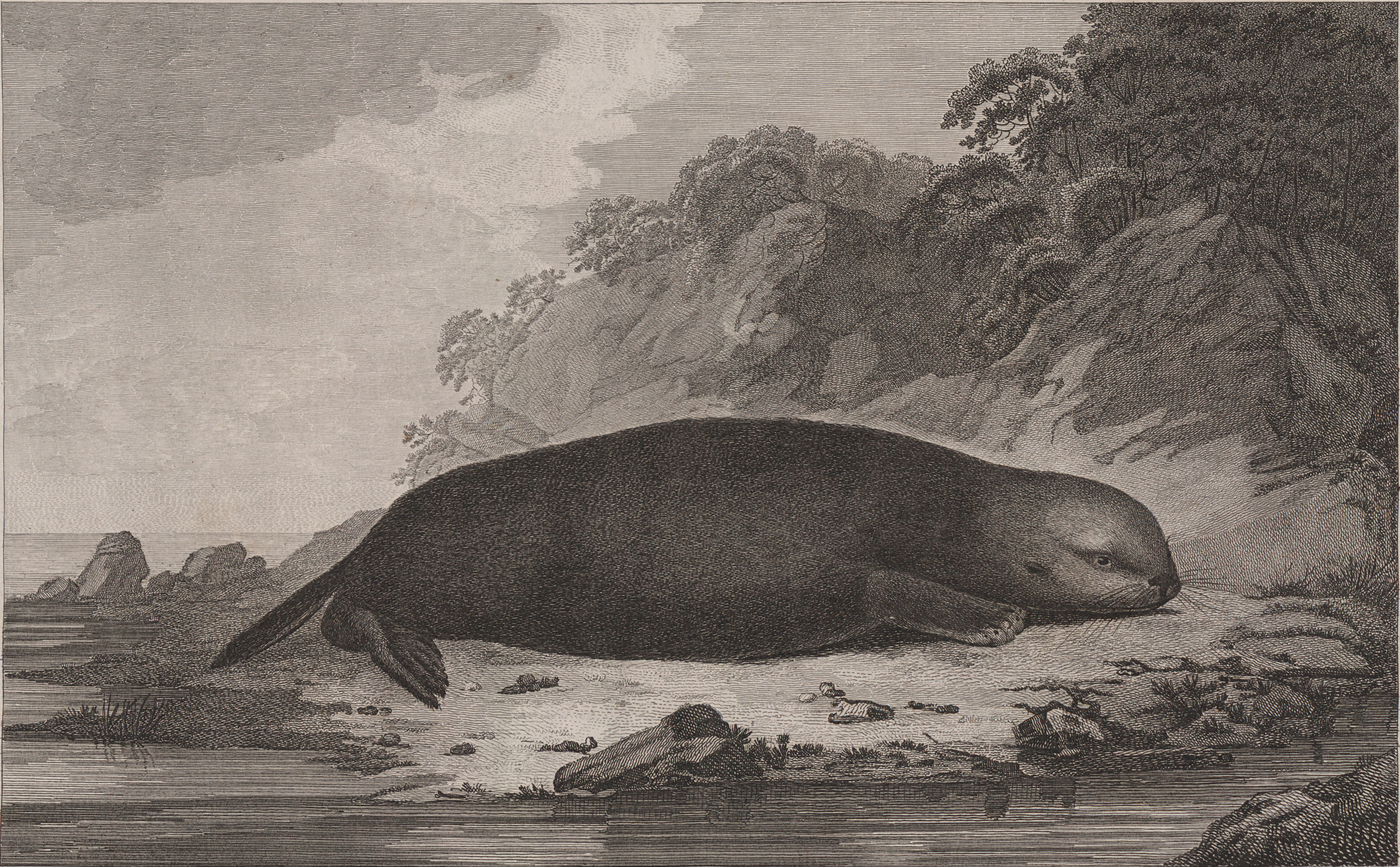
존 웨버의 《해달》. 1788년경.

알래스카 남부에서 북아메리카 해안선을 따라 분포하는 해달 서식지는 불연속된다. 밴쿠버섬에서는 잔류 개체군이 20세기까지 존속했으나 1911년 국제보호조약에도 불구하고 결국 1929년에 키유쿠트에서 최후의 해달이 잡힌 이후 자취를 감추었다. 1969년에서 1972년 사이, 89마리의 해달이 알래스카에서 밴쿠버섬 서안으로 공수 또는 수송되었다. 이 89마리는 2004년에는 3,000마리 이상으로 불어났으며, 서식지도 뱅쿠버 서안에서 북으로는 스콧곶, 남으로는 바클리 해협까지 확장되었다. 1989년에는 브리티시컬럼비아 중부 해안에서 외딴 곳에 떨어져 있던 군집이 발견되었다. 2004년 현재 300마리에 이르는 이 군집이 알래스카에서 공수된 해달인지 또는 모피잡이에서 살아남은 해달이 존속한 것인지는 밝혀지지 않았다.
1969년과 1970년에는 해달 59마리를 암치트카섬에서 워싱턴주로 들여왔다. 2000년부터 2004년까지 이루어진 연례 조사에서 개체수는 504~743마리로 불어났으며 서식지는 올림픽반도에서 디스트럭션섬과 필라포인트까지 넓어졌음이 보고되었다.
브리티시컬럼비아와 워싱턴의 해달은 거의 모두 외부 연안에서만 찾아볼 수 있다. 올림픽 해안을 따라 해변에서 6피트 떨어진 곳까지 가까이 접근하기도 하지만 샌환 제도와 푸젓사운드만에서 보고된 해달 목격담은 대부분 북아메리카수달을 잘못 본 것으로 판명되었다. 북아메리카수달이 해변가에 흔히 나타나기 때문에 헷갈린 것이다. 다만 1990년대 중반의 목격담 몇몇은 생물학자들에게서 사실로 확인되었다.

### 캘리포니아

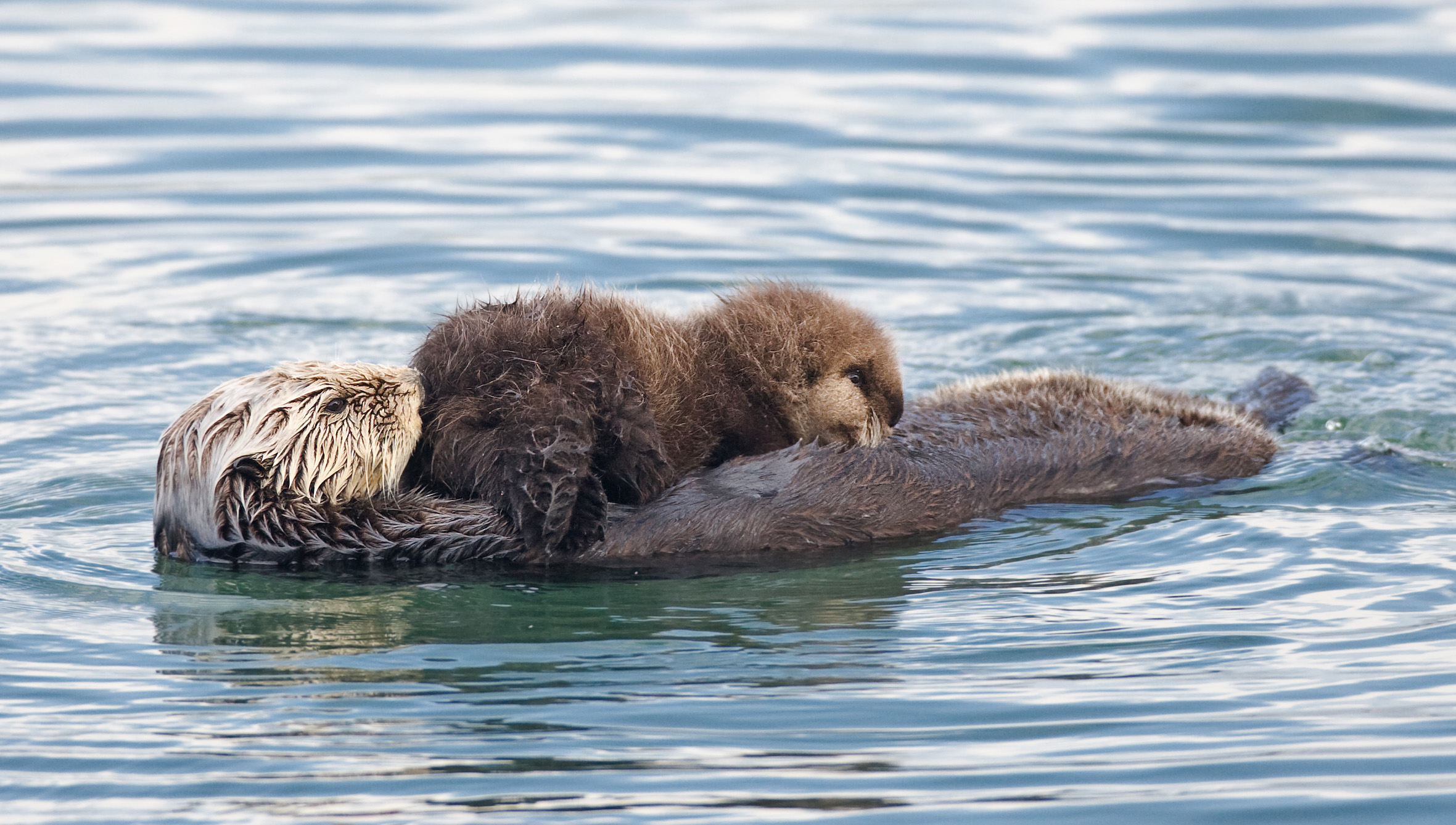
새끼에게 젖을 먹이는 해달. 캘리포니아에는 3,000마리 이상의 해달이 살고 있으며, 이들은 1938년에 발견된 해달 약 50마리의 후손이다.

2012년 봄, 미국 지질조사국(USGS)에서 실시한 캘리포니아의 해달 머릿수 조사 결과 총 2,792마리가 추산되었다. 이것은 2007년 봄에 정점을 찍은 3,026마리보다는 감소했지만 2010년의 2,711마리보다는 증가한 것이다. 모피 거래가 시작되기 전의 개체 수는 약 16,000마리 정도였다. 현재의 캘리포니아의 해달들은 1938년에 빅서의 빅스비 다리 옆에서 발견된 약 50마리가량의 해달 군집의 후손이다. 주요 서식지는 점차 확장되어 산마테오 군의 피죤포인트에서 산타바바라 군에 이른다. 1980년대 후반, 미국 어류 및 야생동물관리국(USFWS)은 캘리포니아 해달 약 140마리를 남부 캘리포니아 산니콜라스섬으로 옮겼다. 그런데 생물학자들의 생각과는 의외로, 산니콜라스에 방사된 해달들은 거의 모두 캘리포니아 본토로 헤엄쳐 돌아가 버렸다. 섬 주위의 풍부한 먹이 덕분에 조금씩 개체수가 늘어나는 추세긴 하지만 2005년 현재 산니콜라스에 남아 있는 해달은 30마리뿐이다. 해달 이주 프로그램을 검정한 계획서에서는 향후 5~10년 안에 해달 개체수가 환경용량에 도달할 것이라고 예측했었다. 그러나 2012년 현재 산니콜라스섬의 해달 개체수는 약 50마리 정도로 증가했을 뿐이다.
FWS가 해달 이주 계획을 시행했을 당시, 당국에서는 캘리포니아 개체군의 "영역 관리"(zonal management) 역시 시행하려 시도한 바 있다. 해달과 인간 어업 활동의 충돌을 조정하기 위해 포인트컨셉션에서 멕시코와의 국경에 이르는 "해달 없는 영역"(otter-free zone)을 공표한 것이다. 이 영역 안에서는 산니콜라스섬만 해달 서식지로 지정되었고, 그 외 다른 곳에서 발견된 해달은 포획하여 이동시킨다는 계획이었다. 그러나 이동된 해달 중 많은 수가 폐사했고, 규제를 무시하고 월경하는 수백 마리의 해달을 모두 포획할 실질적 수단이 없었기 때문에 이 계획은 폐기되었다. 산타바바라 지역의 환경보호센터와 Otter Project가 제기한 소송에 대응하여 2012년 12월 19일 USFWS는 "해달 없는 영역" 실험은 실패로 끝났음을 인정하고, 해달을 다시 멸종위기종으로 취급, 포인트컨셉션 남안에 군집을 재조성하여 보호하겠다고 선언했다.
한때 샌프란시스코만에 해달이 넘쳐났던 적도 있었다. 역사 기록을 살펴보면 러시아-아메리카 회사가 여러 차례에 걸쳐 알류트족들을 몰래 샌프란시스코 만으로 데리고 가서, 현재의 산호세, 산마에토, 산브루노, 앤젤섬 일대의 하구 퇴적지에서 해달을 사냥하게 시켰음을 알 수 있다. 이때 알류트족들은 에스파냐인들에게 붙잡혀 가거나 사살당하기도 했다. 로스 요새를 세운 이반 쿠스코프는 1812년에 보데가만 2차 항해를 했을 때 해달이 드물어져서, 샌프란시스코 만으로 알류트족들을 보냈다. 거기서 그들은 다른 러시아 패거리와 미국인 패거리를 만났고, 3개월에 걸쳐 1,160마리의 해달을 잡았다. 이 지역의 해달 서식지는 1817년이 되자 사실상 씨가 말랐으며, 러시아인들은 샌프란시스코 너머 먼 남쪽에서도 해달 사냥을 하려고 에스파냐와 멕시코 측의 허락을 받고자 하였다. 샌프란시스코의 해달 개체군은 1840년까지는 명맥은 유지한 것 같다. 1840년 당시 보스턴 출신의 존 바티스타 로저스 쿠퍼 선장이라는 자가 푼타데쿠엔틴 토지불하지(현재의 캘리포니아주 마린 군)를 임대하기 위해 멕시코 주지사 후안 바티스타 알바라도에게 허가를 받았고, 이와 함께 해달 수렵 허가증도 함께 받았다. 전하는 바에 따르면 그 당시 코르테마데라 개울 어귀에 해달이 흔했다고 한다.

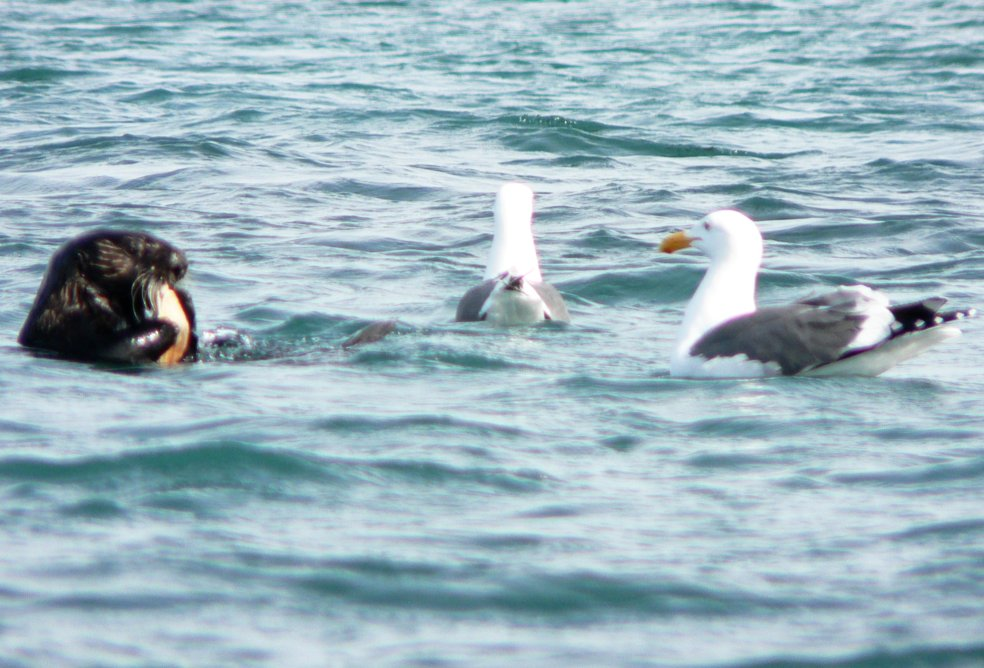
갈매기와 해달. 2007년 캘리포니아.

빅서에서 발견된 약 50마리를 1911년 보호한 이래 남방해달의 서식지는 계속 확장되는 추세이나 2007년과 2010년 사이 해달 개체수와 서식지는 다소 줄어들었다. 2010년 봄 현재, 남방해달의 서식지 북방 한계선은 투니타스 개울에서 남동쪽으로 2킬로미터 정도 떨어진 피죤포인트로 옮겨갔고, 남방 한계선은 COP 유전에서 가비오타 주립공원으로 이동했다. 최근에는 특정 시아노박테리아(마이크로시스티스Microcystis)가 생산하는 마이크로시스틴이라는 독소가 해달이 먹이로 삼는 조개에 집중 감염되어 해달을 중독시키고 있다. 시아노박테리아는 질소와 인이 풍부한 고인 물에서 번성한다. 이 질소와 인은 대개 오수 정화조나 농업용 비료가 유출된 것으로, 우기에 유속이 빠를 때 바다로 유입될 수 있다. 2010년, 캘리포니아 해안선을 따라 많은 수의 해달 시체가 발견되었으며, 상어 습격률이 증가한 것 역시 해달의 죽음을 재촉하는 요소로 작용하고 있다. 백상아리(Carcharodon carcharias)는 상대적으로 지방이 빈약한 편인 해달을 잡아먹지는 않지만 상어에 물려서 죽은 해달 시체는 1980년에 8%, 1990년에 15%, 2010년과 2011년 사이에 30%로 증가 추세에 있다.
2011년에는 캘리포니아 남부에서 해달이 두 번 관측되었는데, 한 번은 라구나 해변에서, 다른 한 번은 샌디에이고 근교 Zuniga Point Jetty에서였다. 이렇게 남쪽에서 해달이 관찰된 것은 기록상 30년 만에 처음 있는 일이다.

### 오리건
최후의 오리건 토종 해달은 1906년에 사살된 것으로 생각된다. 1970년과 1971년, 알래스카 암치트카섬에서 95마리의 해달을 오리건 남부 해안으로 공수했다. 하지만 이 재도입 계획은 실패했고 얼마 있지 않아 해달은 다시 오리건에서 사라졌다.
2004년에는 수컷 해달 한 마리가 케이프아르고의 심프슨 암초를 차지하고 6개월 동안 거기서 살았다. 이 수컷은 워싱턴의 군집에서 떨어져 나온 것으로 추정되었는데, 연안 폭풍이 한 차례 휩쓸고 지나간 뒤 사라져 버렸다.
보다 최근에는 2009년 2월 18일에 오리건주 디포베이에서 수컷 한 마리가 목격되었다. 이 수컷은 캘리포니아나 워싱턴에서 흘러 들어온 것으로 추정되고 있다.

## 생태

### 식성

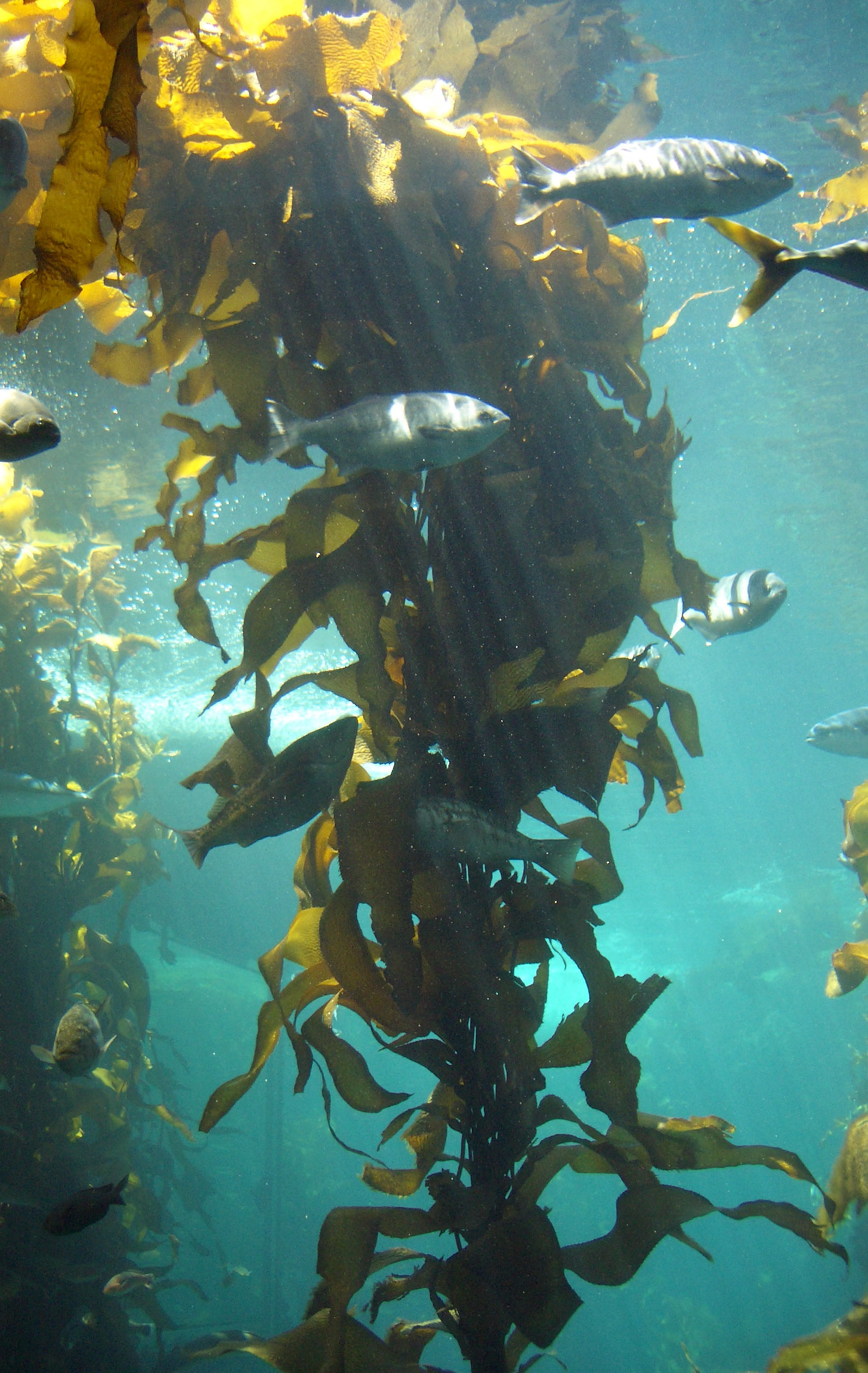
해달은 다시마를 뜯어먹고 사는 동물들을 잡아먹음으로써 다시마숲을 건강하게 유지시킨다.

해달이 먹이로 삼는 종은 100종이 넘는다. 그중에서 해달은 각종 해양 무척추동물을 주로 잡아먹는데, 해달의 먹이가 되는 해양 무척추동물은 성게를 비롯해서 대합·홍합 등 다양한 쌍각류와 전복, 그외 연체동물, 갑각류, 달팽이류 등이 있다. 크기로 보자면 작은 삿갓조개와 게에서부터 문어처럼 큰 것까지 각양각색이다. 성게, 대합, 전복 따위의 먹이의 크기가 다양할 때, 해달은 비슷한 종류의 작은 먹이보다 큰 먹이를 선택하는 경향이 있다. 캘리포니아에서는 해달이 3인치(7센티미터)보다 작은 피스모대합은 무시하는 것이 관찰되기도 했다.

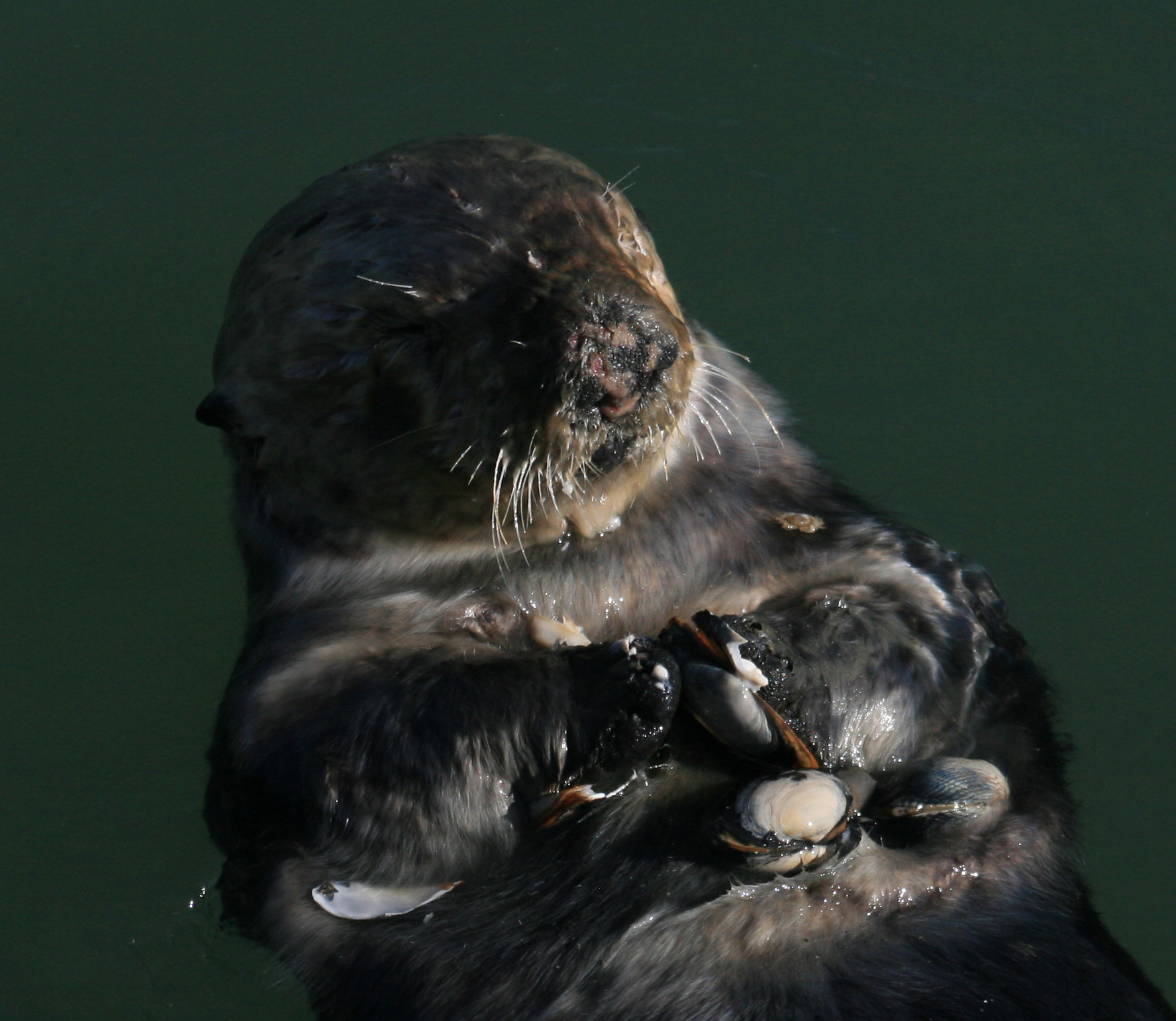
배 위에 조개를 올려놓은 해달. 코의 흉터를 보아 암컷이다.

보다 북쪽의 서식지 일부에서는 해달이 물고기를 잡아먹기도 한다. 1960년대에 암치트카섬에서 수행된 실험에서(이때 해달의 개체수는 환경용량), 해달의 위장 속의 음식물을 확인했더니 50%가 물고기였다. 물고기 종은 대개 바다 밑바닥에 살거나, 몸을 많이 움직이지 않거나, 느릿느릿 움직이는 붉은횟대(Hemilepidotus hemilepidotus)나 참복과 등이었다. 하지만 북아메리카 대륙 연안 알래스카 남부에서는 해달의 먹이로서의 물고기는 거의 무시할 수 있을 정도로 사소하다. 또한 흔히 묘사되는 것과 달리 해달은 불가사리는 거의 먹지 않으며, 다시마류 식물은 해달의 몸속에서 전혀 소화되지 않고 배설된다.
해달 개체들은 사는 곳에 따라 먹이의 종류와 먹이를 잡는 방법이 조금씩 다르며, 자기 어미의 먹이 잡는 패턴을 따라하는 경향이 있다. 해달은 자기들이 선호하는 먹이, 예컨대 성게 같은 것의 개체수를 급격히 감소시킬 수 있으며, 인간의 어로 활동 등 다양한 요소가 작용하기 때문에 각 지역의 해달 개체군은 시간이 흐름에 따라 먹이를 바꾼다. 어느 지역에서는 바위틈 깊숙한 곳에 있는 것을 제외한 전복들을 싹쓸이할 수도 있었지만 해달이 특정 지역에서 특정 먹이 종을 완전히 절멸시키는 일은 없다. 2007년에 캘리포니아에서 이루어진 연구에서는 먹이가 상대적으로 부족한 지역에서는 그에 비해 다양한 종류의 먹이가 소비됨이 밝혀졌다. 하지만 놀랍게도 해달 개체 각각의 식성은 먹이가 풍부한 지역보다 먹이가 부족한 지역에서 특정 먹이에 특수화하여 있었다.

### 핵심종

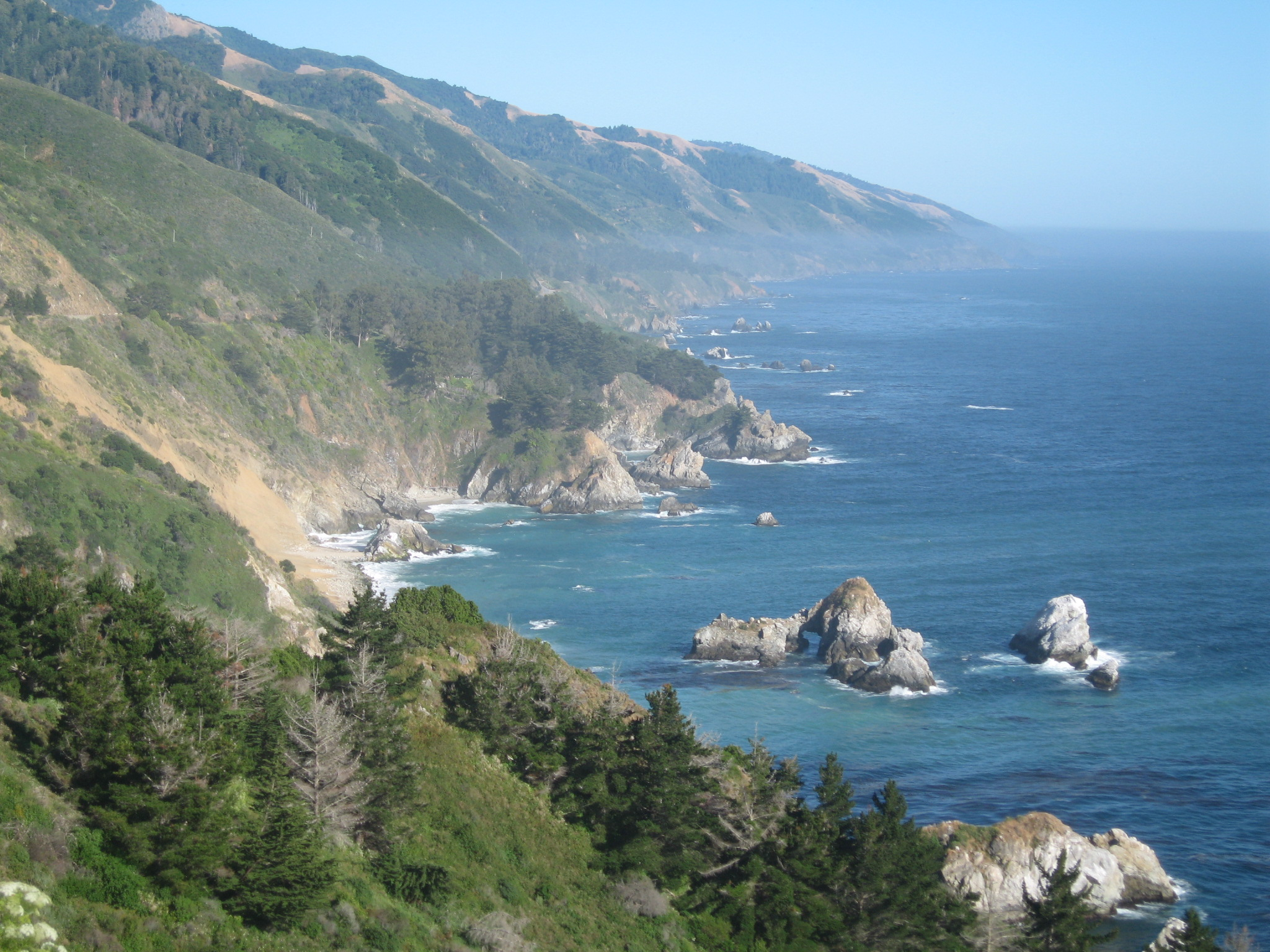
캘리포니아 연안 후미진 지역. 이런 곳에 모피 거래에서 살아남은 소수의 해달 군집이 숨어 있다.

해달은 핵심종 개념의 고전적 예시이다. 해달의 개체수와 몸집이 작음에 비해 그 존재는 생태계에 큰 영향을 미친다. 해달은 성게 등 특정 저생성 초식동물의 개체수를 억제한다. 성게는 다시마의 줄기 아랫부분을 갉아먹어 다시마가 떠내려 가 죽게 만든다. 다시마숲으로 인해 제공되는 생물 서식지와 영양소가 손실되면 해양 생태계에 엄청난 누적 효과를 일으키게 될 것이다. 북태평양에는 해달이 서식하지 않으며, 때문에 성게가 풍부하여 다시마숲이 없고 성게 불모지가 형성되어 있다.
캐나다 브리티시컬럼비아 주 해안에 해달을 재도입한 결과 연안 생태계의 건강에 획기적 진보가 있었다. 또한 해달 개체수가 다시 늘어난 알류샨과 코만도르, 캘리포니아 빅서 해안 등지에서도 유사한 변화가 관찰되고 있다. 다만 캘리포니아의 일부 다시마숲 생태계는 해달 없이도 번창하고 있는데, 다른 요소로 성게가 조절되는 것 같다. 다시마숲을 유지하는 데에 해달의 역할은 만이나 하구퇴적지 등 닫혀 있는 지형보다 먼 바다를 향해 열려 있는 연안 지형에서 더 중요한 것으로 관찰되었다.
다시마숲의 성장을 촉진시키는 것 외에도 해달은 홍합류에게 점령당하기 쉬운 바위투성이 지역에도 큰 영향을 미친다. 해달이 바위에서 홍합류를 제거하여 홍합과 경쟁하는 종이 살아갈 수 있는 공간을 확보하고, 그로 인하여 해당 지역의 생물 다양성을 증가하는 데 기여한다.

### 천적
해달이 다른 동물에게 잡아먹히기도 하지만 그렇게 흔히 일어나는 일은 아니다. 많은 포식자들은 수달류의 자극적인 취선을 불쾌해 한다. 어린 포식자가 수달류 동물을 죽이기만 하고 먹지 않는 경우도 있다. 해달을 잡아먹는 포식자 중 포유류로는 범고래와 바다사자가 있고, 흰머리수리 역시 수면에 누워 있는 해달을 채어가는 때가 있다.
땅에서는 어린 해달이 곰이나 코요테에게 공격받기도 한다. 캘리포니아에서는 상어, 특히 백상아리에게 물려 죽는 것이 해달의 사인(死因) 중 10%를 차지하는 것으로 추산되었으며, 또한 해달의 서식지가 북쪽으로 더 확장되지 못하는 이유 중 하나로 상어가 있는 것으로 보인다. 백상아리는 해달의 주요 포식자로 추측되고 있으며, 상어에게 물려 죽은 해달 시체도 발견된다. 하지만 상어가 실제로 해달을 잡아먹는다는 구체적 증거는 아직 없다.
바다로 유입된 도시 하수에 섞여 있는 순수활물기생미생물 톡소포자충(고양이 기생충)이 해달을 폐사시킬 수 있다. 근육포자충(말 기생충) 역시 인간의 활동으로 인해 바다로 유입되는 것으로 생각된다. 미국 지질조사국과 질병통제예상센터에 따르면, 위싱턴주 근해의 북부해달이 H1N1 독감바이러스에 감염된 사례가 발견되어, 해달은 독감바이러스의 새로운 동물숙주로 확인되었다.

## 인간과의 관계

### 모피 거래

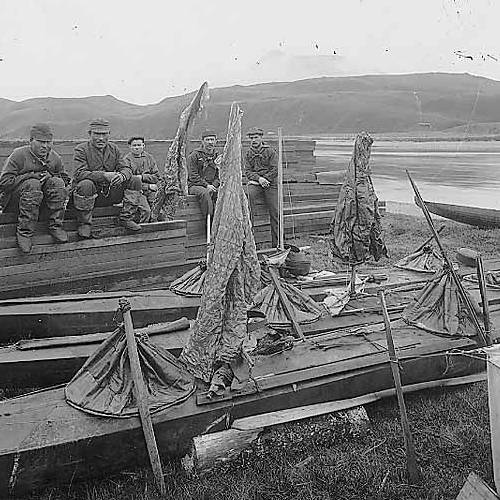
1896년, 어널래스카섬의 알류트족 남성들. 해달 사냥을 위해 방수 카약과 옷가지를 사용했다.

해달의 털은 포유류 중 아주 두꺼운 편이다. 해달의 아름다운 털은 많은 사냥꾼들의 목표가 되었다. 고고학적 증거에 따르면 수천 년 전의 원주민들 역시 식량과 털을 얻을 목적으로 해달을 사냥한 바 있다. 사냥꾼들과 상인들은 가장 귀중한 모피였던 해달 가죽의 외국 수요를 충족시키기 위해 전 세계를 헤집고 다녔고, 18세기에 시작된 해양 모피 거래의 일부였던 광범위한 해달 남획의 결과 대략 1백만 마리의 해달이 죽임을 당했다.
18세기 러시아인들이 쿠릴 열도에서 해달을 사냥하기 시작했고, 사냥한 해달은 캬흐타에서 중국인들에게 팔았다. 이 당시 러시아는 태평양 북단을 탐험하고 있었으며, 북빙양 해안선의 지도를 작성하고 시베리아에서 북아메리카로 가는 길을 찾기 위해 비투스 베링을 파견했다. 1741년, 2차 북태평양 항해 당시 베링은 코만도르스키예 제도 베링섬에서 난파를 당했고, 그 자신을 포함하여 승무원 다수가 사망하였다. 자연학자 게오르크 스텔러를 포함한 생존 승무원들은 섬의 해변에서 해달을 발견하고, 그해 겨울 해달을 사냥해 잡아먹고 그 가죽으로 도박을 하면서 보냈다. 거의 1,000 마리의 해달을 잡아 죽인 그들은 시베리아로 돌아가 비싼 값을 받고 가죽을 팔았다. 이렇게 하여 소위 말하는 "대남획"(Great Hunt) 시대가 시작되어 그 뒤로 백여년 동안 지속되었다. 러시아인들은 해달 모피가 러시아의 시베리아 팽창의 주요 동기 부여였던 흑담비 모피보다 더 값나간다는 것을 깨닫게 되었다. 베링 탐사대의 생존자들이 가지고 온 해달 가죽을 캬흐타에서의 값으로 팔았다면 그들은 베링의 탐사 비용의 10분의 1 정도를 지불할 수 있었을 것이다. 1775년 오호츠크에서 흑담비 모피 값이 2.5 루블이었던 데 반해 해달 모피는 50 ~ 80 루블이나 나갔다.

런던 모피 시장의 해달 모피 매출량(단위: 천). 해달 개체수의 감소로 인해 1880년대부터 매출 급락이 시작된다.

러시아인들의 모피사냥 원정으로 인해 코만도르 제도의 해달 개체수는 대폭 감소했고, 1745년이 되자 러시아인들은 알류샨 열도로 옮겨갔다. 러시아인들은 처음에는 원주민인 알류트족과 거래하여 수달 가죽을 얻었지만 나중에는 알류트족을 노예로 만들고, 여자와 아이는 인질로 잡았으며 남자는 고문하고 죽여서 사냥을 하도록 강요했다. 많은 알류트족이 러시아인들에게 살해당하거나 러시아인들이 옮겨온 병으로 죽었다. 러시아의 자체 조사에 따르면 알류트족 인구는 20,000 여명에서 2,000 여명으로 감소했다. 1760년대에는 러시아인들이 알래스카에 도달했다. 1799년 러시아 황제 파벨 1세는 경쟁하는 모피 사냥 회사들을 러시아-아메리카 회사로 통폐합하고, 이 회사에 황실 인가와 보호를 보장하여 거래권과 영토 습득을 독점하게 했다. 상인들이 관리하던 회사 운영이 알렉산드르 1세 치하에서는 제국 해군의 소관으로 이전되었다. 이것은 원주민들에게의 학대 행위에 관한 보고서를 해군 장교들이 제출한 데 그 원인이 크다. 1818년 알래스카 선주민들은 러시아 제국의 읍민과 동등한 시민권을 보장받게 되었다.

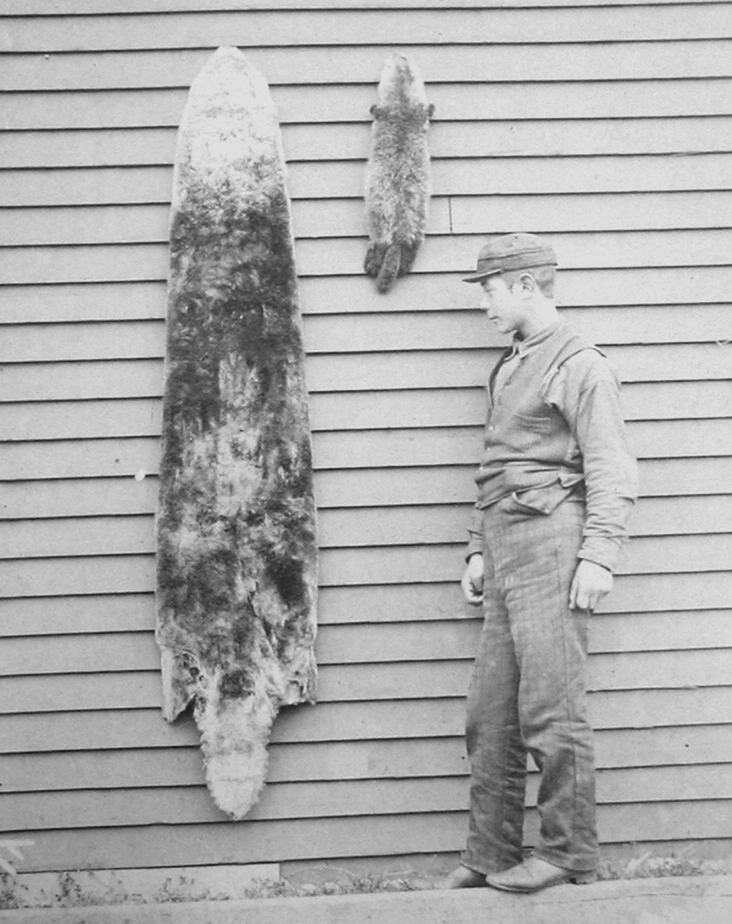
해달 가죽. 1892년.

남쪽에서는 다른 나라들이 해달 사냥에 뛰어들었다. 현재의 멕시코와 캘리포니아가 되는 해안선을 따라 에스파냐 탐험가들이 아메리카 토착민들에게서 해달 가죽을 사서 아시아에 팔았다. 1778년, 영국의 탐험가 제임스 쿡 선장이 밴쿠버섬에 도달하여 선주민들에게서 해달 모피를 구입했다. 이후 쿡의 배가 중국 항구에 입항하자 이 해달 가죽들은 고가에 빠르게 팔려나가 "부드러운 황금"(soft gold)이라 알려지게 되었다. 그 말이 퍼지자 유럽과 북아메리카 전역에서 많은 사람들이 해달 모피 무역에 뛰어들기 위해 태평양 북서부로 모여들었다.
러시아는 사냥터를 남쪽으로 확장했고, 러시아 관리자들에게 하청을 받은 미국 선적 선장들과 알류트족 사냥꾼들이 현재의 워싱턴, 오리건, 캘리포니아에서 사냥에 착수했다. 1803년에서 1846년 사이, 72척의 미국 배가 캘리포니아 해달 사냥에 참가하였으며, 약 40,000 마리의 가죽과 꼬리를 획득했다. 같은 기간 동안 러시아-아메리카 회사 선적의 배는 13척뿐이었으며 수렵한 해달 가죽도 5,696 마리였다. 1812년, 러시아인들은 현재 로스 요새라고 알려진 농경 정착지를 캘리포니아 남부에 건설하고 남방 사령부로 삼았다.
결국 해달 개체수가 너무 감소했기 때문에, 상업적 수렵이 불가능한 지경에 이르렀다. 알류샨 열도에서의 해달 사냥은 러시아-아메리카 회사가 보존 측정을 한 1808년 이후 중단되었다. 1834년에는 회사 측에서 추가적 규제를 요청했다. 1867년에 러시아가 미국에 알래스카를 매각했을 당시 알래스카의 해달 개체군은 100,000 마리 이상으로 되살아나 있었다. 하지만 미국인들이 사냥을 재개하자 해달은 또다시 빠르게 씨가 말랐다. 해달이 귀해짐에 따라 해달 모피 값도 상승했다. 1880년대에 런던 시장에서 해달 가죽의 가격은 105~165 달러였으나 1903년에는 1,125 달러까지 치솟았다. 1911년, 러시아, 일본, 대영제국(캐나다), 미국은 해달 및 물개류 보호 국제조약을 체결하고, 해달 수렵 결과물의 지불 중지를 결의했다. 이때 야생 해달은 1,000~2,000여 마리가 남아 있을 뿐으로, 많은 사람들은 이 종이 멸종될 것이라고 생각했다.

### 복원과 보존

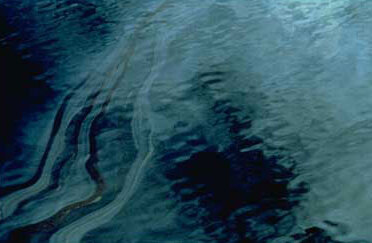
엑손 발데즈 유조선의 항적을 따라 시커먼 윤기 흐르는 기름이 프린스윌리엄 해협을 뒤덮고 있다.

20세기에 걸쳐 옛 서식지의 3분의 2에 해당하는 지역에서 해달의 개체수가 증가하였으며, 이 개체수 복원은 해양 환경보존의 가장 성공한 사례로 생각되고 있다. 그러나 IUCN은 여전히 해달을 멸종 위기종으로 분류하고 있으며, 해달에게 심각한 위협으로 작용하는 요소로 기름 유출, 범고래의 포식, 밀어(密漁; poaching), 인간의 어업 활동과의 충돌을 들었다. 해달이 낚시도구에 얽혀서 익사하는 경우도 있기 때문이다. 이제 미국에서 해달 사냥은 원주민들의 제한적 수렵 행위를 제외하면 모두 불법이다. 1991년에 소련이 붕괴한 이후 러시아 극동에서는 밀어 행위가 심각한 걱정거리였다. 하지만 법적 제재가 강화되고 경제사정이 호전되면서 밀어 행위는 눈에 띄게 줄어들었다.
해달에게 가장 심각한 위협은 기름 유출로, 체온 유지를 모피에 유지하는 해달에게 기름 유출은 특히 치명적이다. 해달의 털이 기름을 먹으면 그 안에 공기를 채울 수 없게 되어 저체온증으로 순식간에 죽음에 이른다. 해달이 기름을 마시거나 그루밍하다 삼키게 될 때 간과 신장, 폐에 손상을 입게 된다. 1989년 3월 24일의 엑손 발데스 기름 누출 사건 당시 프린스윌리엄 해협에서 수천 마리의 해달들이 폐사했다. 2006년에도 해당 지역에 잔류한 기름은 계속해서 오염에 영향을 미쳤다. 당시 대중매체의 보도로 해달에게 대중의 동정이 형성되었고, 미국 어류 및 야생동물관리국 대변인은 다음과 같이 논평했다.
장난기 많고 사진발 잘 받는, 죄 없는 구경꾼이던 해달은 완벽한 피해자의 역할을 떠안게 되었다. … 즐겁게 뛰어놀던 귀여운 해달들은 기름과의 싸움에서 패배하여, 갑작스럽게도 기름 범벅이 되어 고통 속에서 겁에 질려 죽어가고 있다.

캘리포니아, 워싱턴, 브리티시컬럼비아의 해달 서식지가 지리상 좁다는 것은 한 번 대형사고가 터지면 해당 주의 해달 전체의 생존에 재앙이 일어날 것임을 의미한다. 기름 유출을 방지하고 해달 구조를 준비하는 것은 해달 구조 활동에서 주된 초점이 맞춰진 중요한 일이다. 또한 해달 개체수를 늘리고 서식지를 넓히는 것 역시 한 번의 기름 유출로 해달들이 싹쓸이되는 것을 막을 수 있다. 하지만 해달이 조개 수를 감소시킨다는 인식, 상업, 오락, 자급을 이유로 조개 채취를 옹호하는 이들은 해달의 서식지가 넓어지는 것에 반대한다. 때로는 어부나 다른 인간들이 불법으로 해달을 잡아 죽이는 일도 있다.

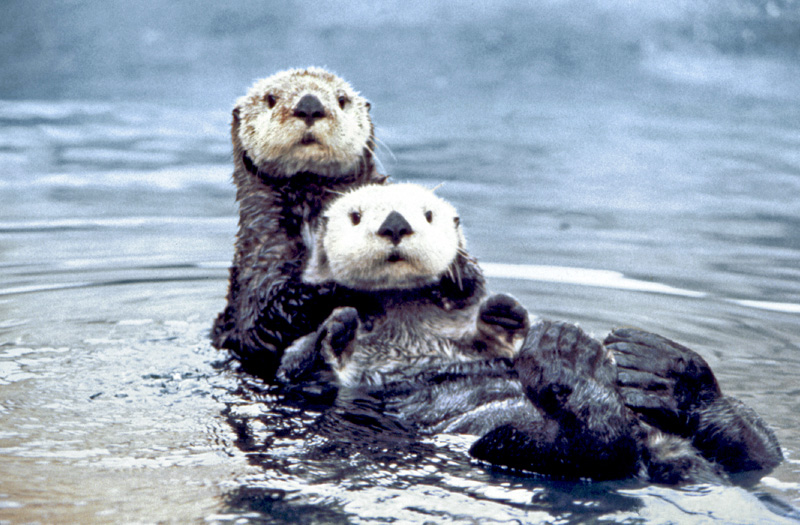
올림픽 해안 국립해양보호구역의 해달. 뒷발의 기묘한 모양에 주목할 것. 바깥쪽으로 갈수록 발가락이 길어진다.

최근 수십년 사이, 알류산 열도에서는 예상치 못한 해달의 급격한 감소가 일어나고 있다. 1980년대의 알류샨 열도는 약 55,000 마리에서 100,000 마리의 해달의 보금자리였으나 2000년에는 6,000 마리 정도로 개체수가 줄어들었다. 가장 널리 인정받는 견해(아직 논쟁의 여지가 있다)는 범고래들이 해달을 잡아먹었다는 것이다. 해달이 사라지는 패턴이 포식의 증가와 일치한다. 하지만 범고래가 정말 해달을 잡아먹는지 또 얼마나 잡아먹는지 구체적 증거는 아직까지 없다.
또 다른 요주의 지역은 캘리포니아로, 1990년대 해달 복원 정도가 등락을 거듭하거나 감소하고 있다. 성체 및 성장기가 거의 끝난 개체의 사망률이 유달리 높으며, 특히 암컷의 사망률이 높음이 보고되었다. 죽은 시체의 부검 결과 질병, 특히 톡소플라즈마 곤디이(Toxoplasma gondii)와 구두충 기생이 캘리포니아 해달의 주요 폐사 원인으로 밝혀졌다. 해달에게 매우 치명적인 톡소플라즈마 기생충은 야생화된 고양이 및 집고양이와 주머니쥐 등이 숙주이며, 집고양이의 분비물이 하수도를 통해 바다로 흘러들어가 해달에게 감염될 수 있다. 캘리포니아해달의 폐사에 질병이 큰 것은 확실하지만 어째서 다른 지역에 비해 캘리포니아의 해달 개체군이 다른 지역의 해달 개체군보다 질병에 더 큰 영향을 받는지는 아직 밝혀지지 않았다.
미국, 러시아, 캐나다 각국은 해양보호구역을 지정하여 해달 서식지를 보존하고 있다. 해양보호구역에서는 폐기물 투기나 원유 시추와 같은 오염 행위가 일반에서 금지된다. 몬트레이 만 국립해양보호구역에는 약 1,200 마리, 올림픽 해안 국립해양보호구역에는 500 마리 이상의 해달이 살고 있다.

### 경제적 영향
해달이 좋아하는 먹이, 특히 전복, 대합, 게는 인간의 식량 자원이기도 하다. 몇몇 지역에서는 조개류 수확량의 급락이 해달의 탓이라고 생각하고 있으며, 해산물을 둘러싼 해달과 인간의 경쟁을 어떻게 조절할 것인지를 두고 격렬한 공개 토론회가 벌어졌다.
남획, 질병, 오염, 지진 등으로 인한 조개 양 감소까지 해달에게 책임을 지우려 하는 경우도 있었기 때문에 토론은 복잡했다. 북아메리카 대륙 태평양 해안의 해달이 있지 않는 곳에서도 조개의 수확이 감소하고 있으며, 몇몇 환경보호론자들은 연안에 조개류가 많이 모여 있는 것은 모피 거래로 인한 해달의 지역적 멸종으로 인한 최근의 결과라고 주장한다. 조개의 양에 영향을 미치는 요소는 다양하지만 해달이 조개를 포식함으로써 조개 채취업이 상업상 불가능해질 지경까지 감소할 수 있다. 과학자들은 해달과 전복 채취업이 공존할 수 없다는 데 동의하고 있으며, 그 외의 특정 조개류 역시 동일하다고 간주할 수 있다.
해달과 인간 경제의 상호작용의 여러 양상은 바로 직감하기는 어렵다. 해달은 그 유명한 성게 개체수 조절 기능으로 다시마 수확 산업에 크게 기여한 것으로 생각되고 있으며, 다시마는 음식, 제약 산업 등 다방면으로 사용된다. 인간 잠수부들은 식용 또는 다시마 보호를 위해 붉은성게를 채취하지만 해달은 더 많은 성게 종을 사냥할뿐더러 매우 일관되게 그 개체수를 효율적으로 조절할 수 있다. 다시마숲 생태계의 건강은 물고기 개체수의 증가로 이어지며, 인간 경제에 중요한 물고기 종의 개체수도 증가하게 된다. 일부 지역에서는 해달이 관광객들의 인기를 끌어 해달을 보기 위해 찾아오는 사람들로 지역 경제에 도움이 되기도 한다.

### 인간 문화에서의 역할
|  | 왼쪽: 알류트족의 해달 부적. 새끼를 끌어안은 어미의 모습을 하고 있다. 위쪽: 고래 뼈 창으로 해달을 사냥하는 모습을 묘사한 알류트족의 조각. 둘 다 상트페테르부르크의 표트르 대제 인류학 및 민족지학 박물관에서 전시 중이다. 해달을 묘사한 물건은 일종의 마술 성질이 있다고 믿어졌다. |

북태평양 일대의 해양 토착 문화, 특히 쿠릴 열도의 아이누 민족, 캄차카반도의 코랴크인과 이텔멘인, 알류샨 열도의 알류트족, 하이다과이의 하이다족, 북아메리카 태평양 해안의 부족들 다수에서 해달은 물질적 자원임과 동시에 문화에도 중요한 역할을 차지했다. 이들 문화권은 대부분 강력한 애니미즘적 전통을 가지고 있으며, 그 전통은 자연 세계의 많은 요소가 정령들과 관련되어 있다는 갖가지 전설과 이야기들로 가득하다. 개중에 해달은 특히 인간과 동질하다고 생각되었다. 누트카족, 하이다족을 비롯해 브리티시컬럼비아 해안 지역의 퍼스트 네이션스들은 따뜻하고 사치스러운 날가죽을 추장의 예장으로서 사용했다. 해달 날가죽은 성년식, 결혼식, 장례식 등의 포틀래치에서 수여되었다. 알류트족은 해달 뼈에 조각을 해서 장식품 또는 놀잇감으로 사용했고, 해달의 음경골을 가루로 만들어 해열제로 사용했다.
아이누 민족에게 수달은 가끔씩 찾아오는 인간과 조물주 사이의 전달자였다. 아이누 민속에서 해달은 반복해 등장한다. 대표적인 아이누 유카르 《쿠투네 시르카》(クトゥネシㇼカ)는 황금 해달을 둘러싸고 일어나는 전쟁과 다툼을 다룬 서사시이다. 알류트족 사이에는 연인 또는 절망한 여자가 바다 속에 투신하여 해달이 되었다는 전설이 다양한 판본으로 널리 퍼져 있다. 이러한 인간과 해달의 관계는 해달의 여러 가지 인간스러운 행동 특성과 결부지어 생각할 수 있다. 누가 봐도 알 수 있을 정도로 장난기가 많고, 어미와 새끼 사이에 유대감이 강하며, 도구를 사용한다. 그야말로 의인화되기 위해 존재하는 것 같다고까지 말할 수 있다. 해달에게 상업적 착취가 시작되고, 해달뿐 아니라 아이누와 알류트 역시 쫓겨나고 인구수가 격감했다. 해달의 수가 대폭 감소한 북아메리카 해안의 부족들은 더 이상 생존을 위해 해양 포유류에게 예전같이 의지하지 않았다.
1970년대 이후로는 해달은 그 귀염성과 매력으로 널리 공감을 받게 되었고, 환경 보존 운동의 상징적 존재가 되었다. 해달의 동글동글하고 표현력 풍부한 얼굴, 부드럽고 복슬복슬한 몸은 갖가지 기념품, 엽서, 옷가지, 봉제 장난감 등에서 찾아볼 수 있다.

### 수족관과 동물원

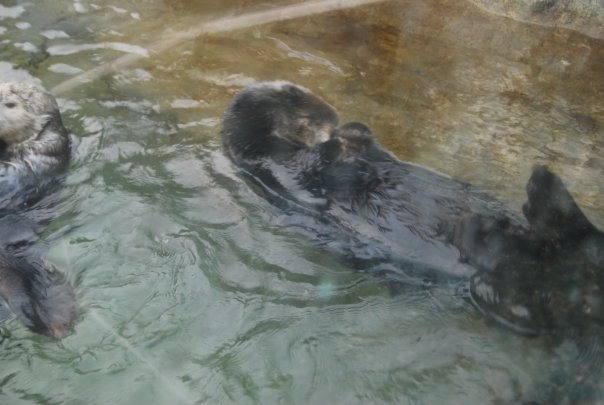
벤쿠버 수족관의 해달

해달은 인간에게 잡혀 지내면서도 잘 살 수 있으며, 현재 40개소 이상의 수족관과 동물원에서 해달을 사육하고 있다. 시애틀 수족관은 1979년에 개체 티추크(Tichuk)가 태어나고, 1980년대에 새끼가 세 마리 더 태어남으로써, 해달을 수정란부터 성체까지 완전히 사육한 최초의 기관이 되었다. 2007년에는 해달 두 마리가 서로 손을 잡고 물에 떠다니는 영상이 유튜브에 업로드되어 2주만에 1백 5십만 회의 조회수를 확보했고, 2013년 기준으로는 1천 9백만 회를 초과하고 있다. 해당 동영상은 벤쿠버 수족관에서 5년 앞서 촬영된 것으로, 업로드되었을 당시 유튜브에서 가장 인기있는 동물 관련 동영상이었다. 동영상에서 털 색깔이 밝은 해달의 이름은 니아크(Nyac)이며, 1989년 엑손 발데스 기름 누출 사건 때 구조된 해달이다. 니아크는 2008년 9월에 20살로 죽었다.

## 같이 보기
- 수달
- 캘리포니아 모피 사냥
- 보노보노

## 참고 자료
- Heptner, V. G.; Sludskii, A. A. (2002). Mammals of the Soviet Union. Vol. II, part 1b, Carnivores (Mustelidae and Procyonidae). Washington, D.C. : Smithsonian Institution Libraries and National Science Foundation. ISBN 90-04-08876-8.
- Kenyon, Karl W. (1969). The Sea Otter in the Eastern Pacific Ocean. Washington, D.C.: U.S. Bureau of Sport Fisheries and Wildlife. ISBN 0-486-21346-3.
- Love, John A. (1992). Sea Otters. Golden, Colorado: Fulcrum Publishing. ISBN 1-55591-123-4. OCLC 25747993.
- Nickerson, Roy (1989). Sea Otters, a Natural History and Guide. San Francisco, CA: Chronicle Books. ISBN 0-87701-567-8. OCLC 18414247.
- Silverstein, Alvin; Silverstein, Virginia and Robert (1995). The Sea Otter. Brookfield, Connecticut: The Millbrook Press, Inc. ISBN 1-56294-418-5. OCLC 30436543.
- Middleton, John (2001). Maritime Activities And Their Perception Today. San Francisco, California: California Academy of Science lecture.
- Farris, Glenn (2007). Mains'l Haul, a Journal of Pacific Maritime History, Vol 43. San Diego, California: Maritime Museum of San Diego. ISSN 1540-3386.
- Mathes, Michael (2008). The Russian-Mexican Frontier. Jenner, California: Fort Ross Interpretive Association, Inc. ISBN 978-1-60643-951-7.
- VanBlaricom, Glenn R. (2001). Sea Otters. Stillwater, MN: Voyageur Press Inc. ISBN 0-89658-562-X. OCLC 46393741.